# Malaui
Malaui o Malawi, oficialmente la República de Malaui o República de Malawi (en inglés, Republic of Malawi; en chichewa, Dziko la Malaŵi) es un país sin salida al mar ubicado en el sureste de África, antiguamente conocido como Nyasalandia, que tiene como su capital a la ciudad de Lilongüe. Limita con Zambia al noroeste, con Tanzania al noreste y con Mozambique al sureste, sur y suroeste. El país está separado de Tanzania y Mozambique por el lago Malaui, uno de los lagos con mayor superficie del continente africano. Su topónimo proviene de los antiguos reinos Maravi, una serie de Estados formados por tribus bantúes que habitaron el área.
Entre los siglos I y IV fue poblado por inmigrantes bantúes. Entre 1830 y 1860 ngoni, waYao e inmigrantes hablando suajili llegaron al país. En 1891 fue colonizado por los británicos, quienes lo gobernaron hasta 1964. Tras la disolución de la Federación de Rodesia y Nyasalandia en 1963, y tras obtener su independencia en 1964, Malaui se convirtió en un Estado unipartidista en 1966 bajo la presidencia de Hastings Banda, quien gobernó hasta 1994, cuando le fue arrebatado el poder. Bingu Mutharika fue reelegido en 2009 y se mantuvo en el poder hasta el 6 de abril de 2012, cuando fallece a causa de un paro cardíaco. Malaui tiene un gobierno democrático y multipartidista; además cuenta con un pequeño ejército, que incluye las fuerzas armadas, una marina de guerra y una fuerza aérea. Su política exterior es prooccidente e incluye relaciones diplomáticas positivas con la mayoría de los países y participación en varias organizaciones internacionales.
Se encuentra entre los países menos desarrollados y más densamente poblados del continente. La economía está basada en la agricultura, sobre todo de subsistencia, con una población altamente rural. El gobierno malauí depende mucho del apoyo exterior para cubrir sus necesidades económicas, aunque estas necesidades (y la ayuda ofrecida) han aumentado desde el año 2000. El gobierno afronta grandes retos en el crecimiento de la economía, educación, salud y protección del medio ambiente, y se está convirtiendo en financieramente independiente. Cuenta con varios programas de desarrollo desde 2005 que se concentran en los puntos anteriores, y el país parece estar mejorando, con grandes avances en los campos de economía, educación y salud vistos en 2007 y 2008.
Tiene un bajo índice de esperanza de vida y una tasa alta de mortalidad infantil. Además de contar con la existencia de miles de casos de sida, hecho que ha provocado la disminución de fuerzas de trabajo y el aumento del gasto gubernamental, lo cual se espera tenga un impacto importante en el Producto interno bruto (PIB) para el 2010. Existe una diversidad cultural en la población que incluye a los nativos y las minorías de asiáticos y europeos, con múltiples idiomas y diferentes creencias. Aunque existieron conflictos tribales en el pasado, en el siglo XXI han disminuido considerablemente y el concepto de la nacionalidad malauí ha comenzado a reformarse. A pesar de los conflictos bélicos que ha habido en este país a lo largo de los años, es conocido mundialmente como "La cuna de África" o "El corazón cálido de África" (en inglés: The warm heart of Africa). Sus habitantes se caracterizan por ser hospitalarios y por rechazar el conflicto. Posee una cultura que combina aspectos locales y coloniales, incluyendo deportes, arte, bailes y música.

## Historia
El área de África que actualmente abarca el país estaba habitada por pequeños grupos de cazadores-recolectores antes de que comenzaran a llegar oleadas de tribus bantúes que provenían del norte, alrededor del siglo X. Aunque la mayoría de los bantúes continuaron hacia el sur, algunos decidieron instalarse permanentemente y fundaron tribus basadas en sus ancestros comunes. Para el año 1500 d. C., las tribus habían establecido un reino que iba desde la actual Nkhotakota hasta el río Zambeze y desde el lago Malaui hasta el río Luangwa en lo que ahora es Zambia. Poco después del 1600, con el área gobernada en gran parte por un solo caudillo, las tribus comenzaron a relacionarse, comerciando entre ellos y estableciendo alianzas con los comerciantes y militares portugueses. Sin embargo, para 1700 el imperio se había disuelto y el área quedó de nuevo bajo el control de varias tribus independientes, lo cual fue descrito por varios navegantes portugueses en sus informes o relatos de expediciones.
David Livingstone llegó al lago Malaui (entonces lago Nyasa) en 1859. Malaui pasó a ser conocido como Nyasalandia bajo el dominio británico y se convirtió en un territorio clave para conectar los dominios en el norte del continente con los del sur.

Bandera del Protectorado de Nyasalandia.

Después de negociaciones con los portugueses, en 1891 se creó el protectorado de Nyasalandia, que alcanzó la extensión del Malaui actual en 1897. La colonización y las relaciones con los nativos malauíes se llevaron a cabo gracias a la cristianización y los pactos con ciertas tribus. La base principal de la economía colonial era el café. Los administradores recibían un presupuesto de £10 000 por año, suficiente para contratar a diez civiles europeos, dos agentes militares, setenta sijes de Panyab y ochenta y cinco cargadores de Zanzíbar. Estos pocos empleados eran los encargados de administrar y vigilar un territorio de alrededor de 94 000 km² con una población de entre uno y dos millones de habitantes.
Durante la Primera Guerra Mundial, en 1915, John Chilembwe, un predicador africano, indignado por la participación forzosa de sus compatriotas en la guerra, organizó un violento levantamiento en los alrededores de Blantyre, precursor de los posteriores movimientos nacionalistas, que comenzaron a adquirir fuerza después de la Segunda Guerra Mundial.

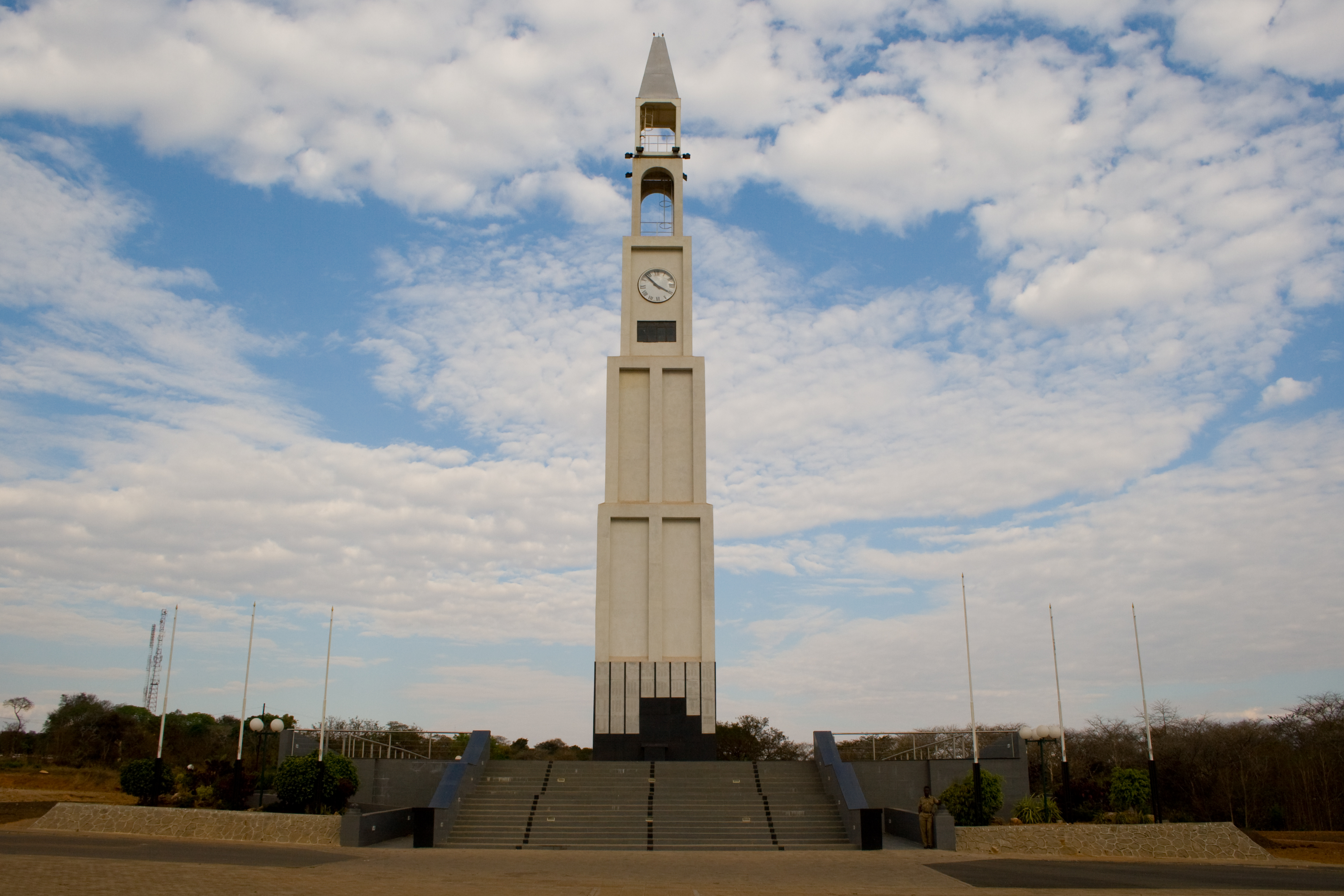
Torre del reloj en memoria de los soldados caídos en la Primera y la Segunda Guerra Mundial en Lilongüe (Malaui)

En 1944, los habitantes de Nyasalandia fundaron el Congreso Africano de Nyasalandia (NAC por sus siglas en inglés) para hacer llegar al gobierno británico los intereses de la población local. En 1953, el Reino Unido unió Nyasalandia con los territorios de Rodesia del Norte y del Sur, para formar lo que se conoció como la Federación Centroafricana (CAF), debido principalmente a razones políticas. Esta unión puso a los nacionalistas en contra del gobierno británico, y el NAC ganó popularidad entre la población. Uno de los principales cabecillas de esta oposición fue Hastings Kamuzu Banda, que había estudiado en Europa y trabajaba como doctor en Ghana. Banda regresó a Nyasalandia en 1958 para apoyar la causa nacionalista, fue elegido presidente del NAC y comenzó a organizar el movimiento antes de ser arrestado por las autoridades coloniales en 1959. Fue liberado en 1960 y colaboró en la elaboración de una nueva constitución para Nyasalandia, en la que se garantizaba la mayoría africana dentro de la cámara del poder legislativo.
En 1961, el Partido del Congreso de Malaui (MCP) ganó la mayoría de puestos en la cámara del poder legislativo y Banda fue elegido primer ministro en 1963. La Federación se disolvió ese mismo año, y el 6 de julio de 1964, Nyasalandia se convirtió en un Estado independiente y cambió su nombre al de Malaui. Bajo una nueva constitución, se convirtió en un Estado unipartidista bajo el mandato del MCP, que declaró a Banda presidente vitalicio en 1970. Durante casi treinta años, Banda gobernó firmemente y suprimió a todos aquellos contrarios a los intereses del partido, asegurándose de que no tendría oposición. Sin embargo, pese a su severidad política, la economía durante su presidencia a menudo es citada como uno de los mejores ejemplos de cómo un país pobre, sin salida al mar, densamente poblado y sin recursos minerales, puede progresar y desarrollar la agricultura y la industria. Mientras estuvo en el poder, y usando su control sobre el país, Banda construyó un imperio empresarial que finalmente producía un tercio del PIB del país, y que empleaba al 10 % de la fuerza de trabajo.

Monumento a Hastings Kamuzu Banda, en la capital Lilongüe.

Bajo su presidencia, Malaui se embarcó en un activo programa de desarrollo económico. En política internacional, Banda mantuvo una política de neutralidad en la disputa entre el Reino Unido y Rodesia del Sur. Situando en primer plano los intereses de Malaui, mantuvo estrechas relaciones comerciales con el gobierno rebelde de Rodesia. También mantuvo relaciones de amistad con Mozambique (gobernado por Portugal hasta 1975) y en 1967 firmó un acuerdo comercial con Sudáfrica, convirtiéndose en el primer jefe de Estado negro en visitar el país sometido al sistema de apartheid. Su política de cordialidad hacia Sudáfrica dio lugar a duras críticas por parte de los dirigentes de otros países del África subsahariana, por lo que la influencia de Banda en los asuntos continentales era mínima.
A comienzos de la década de 1990, el crecimiento de la economía de Malaui comenzó a estancarse, afectado por el gran peso de la deuda externa, la sequía y la llegada de refugiados mozambiqueños que escapaban de una guerra civil. Mientras tanto, Banda tuvo que enfrentarse al creciente descontento nacional y a las críticas internacionales por la vulneración de los derechos humanos.
Bajo la presión por incrementar la libertad política, Banda accedió en 1993 a celebrar un referéndum, en el que la población votó una democracia multipartidista. Después de las elecciones, a finales de 1993, se creó un consejo presidencial, la presidencia vitalicia se abolió y fue promulgada una nueva constitución, con lo que terminó definitivamente el mandato del MCP. En 1994, se llevaron a cabo las primeras elecciones multipartidistas, y Bakili Muluzi fue elegido presidente.
De acuerdo con lo establecido en la nueva Constitución, en vigor desde ese mismo mes, Muluzi creó una comisión de derechos humanos, liberó a los prisioneros políticos y clausuró tres centros penitenciarios en los que se tenía constancia de la práctica sistemática de torturas.
Como candidato del Frente Democrático Unido, Muluzi fue reelegido para un segundo mandato presidencial en los comicios celebrados el 15 de junio de 1999, tras obtener el 51,3 % de los sufragios; en tanto que Gwanda Chakuamba, que se presentó al frente de la coalición formada por el MCP y la Alianza por la Democracia, obtuvo el 44,7 %. En las elecciones legislativas, llevadas a cabo ese mismo día, el partido de Muluzi no consiguió, sin embargo, la mayoría absoluta en la Asamblea Nacional; obtuvo 93 escaños de los 192 que integraban la recién ampliada cámara legislativa. La coalición opositora sumó 95 diputados, 66 para el MCP y 29 para la Alianza por la Democracia.
Durante su segundo mandato, Muluzi recibió constantes críticas por parte de la oposición, que denunció diversos casos de corrupción, así como los intentos del presidente para reformar la Constitución y poder aspirar a un tercer ejercicio del cargo. Finalmente, en marzo de 2003, Muluzi anunció que Bingu wa Mutharika sería el candidato presidencial del Frente Democrático Unido en las siguientes elecciones. En estas, celebradas el 20 de mayo de 2004, venció Mutharika, que poco después sucedió a Muluzi en la presidencia. Sin embargo, en los comicios legislativos desarrollados aquel mismo día, la victoria fue para el MCP, que logró 60 escaños, por 49 del Frente.
Aunque el ambiente político fue descrito como "un reto", para el 2023, el sistema multipartidista aún existe. En 2009 se llevaron a cabo, por cuarta vez en la historia del país, elecciones generales multipartidistas para el Parlamento y la presidencia; en esta última resultó reelecto el presidente Mutharika.

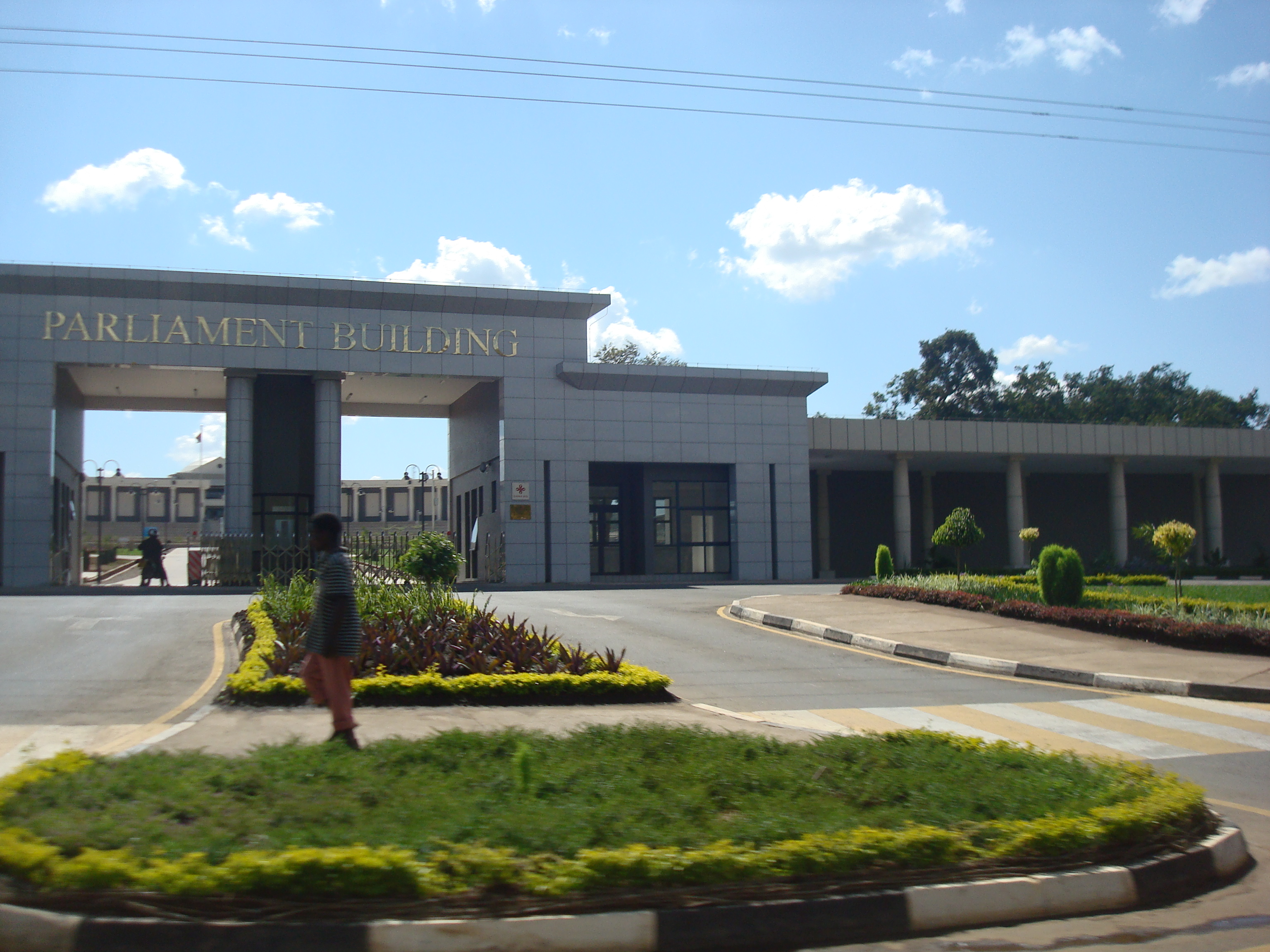
Edificio del Parlamento de Malaui

## Gobierno y política
Posee un gobierno democrático y multipartidista, a cargo del presidente Lazarus Chakwera, electo el 23 de junio de 2020. La Constitución actual fue promulgada el 18 de mayo de 1995. Como en otras democracias, el poder está dividido en tres: ejecutivo, legislativo y judicial. El poder ejecutivo está conformado por el presidente, que es el jefe de Estado, el primer y segundo vicepresidentes y un gabinete. El presidente es elegido cada cinco años, igual que el primer vicepresidente. Un segundo vicepresidente puede ser elegido si el presidente así lo desea, aunque deberá pertenecer a otro partido político. Los miembros del gabinete son elegidos por el presidente y pueden ser de dentro o fuera de la legislatura.
El poder legislativo consiste en una Asamblea Nacional de una sola cámara, compuesta por 193 miembros que son elegidos cada cinco años; aunque en teoría la constitución del país estipula que debe existir un senado de ochenta miembros, en la práctica nunca ha llegado a constituirse. Si fuese creado, el senado representaría a líderes tradicionales de una gran variedad de distritos geográficos, además de que existiría un representante en específico para grupos especiales como los discapacitados, jóvenes y mujeres. El poder judicial está basado en el modelo inglés y consiste de una Corte Constitucional, una Corte Suprema, una Suprema Corte de Apelaciones y una Corte de Magistrados. En 2010 existieron nueve partidos políticos, siendo el Partido Democrático Progresista la primera fuerza política del país, seguido por el Partido del Congreso de Malaui (MCP) y el Frente Democrático Unido (UDF). El sufragio es universal desde los dieciocho años de edad, y en 2008 el gobierno contaba con un presupuesto de 1240 millones de dólares.
En febrero de 2005, el presidente Mutharika se separó del UDF para crear su propio partido, el Partido Democrático Progresista, el cual ha atraído a varios oficiales de diferentes partidos y ha comenzado a ganar varias elecciones desde 2006. Para el 2008, el gobierno del presidente Mutharika ha implementado reformas para combatir el gran problema que es la corrupción en el país, con al menos cinco miembros importantes del UDF enfrentando cargos por corrupción.
No obstante, algunas organizaciones como Amnistía Internacional declararon que la discriminación está aceptada legalmente en el sistema de justicia malauí, citando como ejemplo, la homosexualidad, que en el país es ilegal y se castiga con hasta catorce años de cárcel.
El ejército lo conforman las fuerzas armadas, una marina de guerra y una fuerza aérea. Entre las tres suman más de 5.500 militares, 1500 policías paramilitares y 80 aeronaves, ninguna de las cuales es un avión de caza. La marina tiene su base central en Monkey Bay a las orillas del lago Malaui.

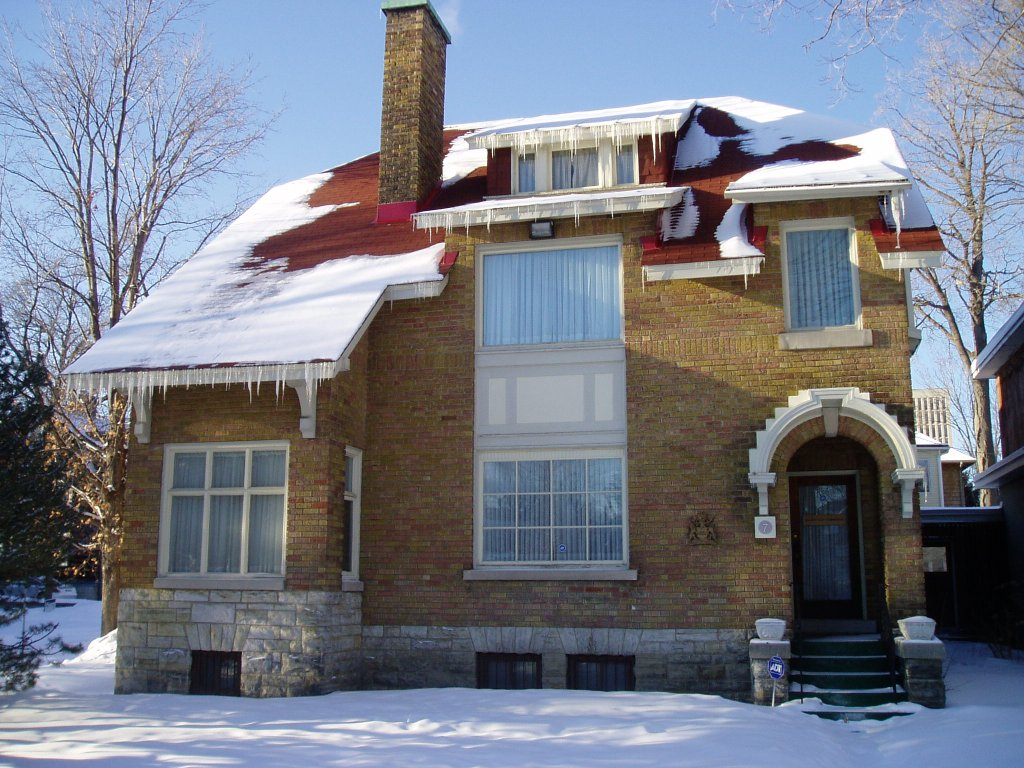
Embajada de Malaui en Ottawa, Canadá

### Relaciones exteriores
El presidente Banda estableció una política exterior prooccidente e incluye buenas relaciones diplomáticas con varios países occidentales. La transición de un estado unipartidista a uno multipartidista estrechó sus relaciones con Estados Unidos. Gran número de estudiantes viajaron a Estados Unidos para realizar sus estudios, mientras organizaciones estadounidenses como Cuerpos de Paz, Centros para el Control y Prevención de Enfermedades, el Departamento de Salud y Servicios Humanos y la Agencia de los Estados Unidos para el Desarrollo Internacional establecieron sus bases en Malaui. Así mismo, mantuvo relaciones estrechas con Sudáfrica durante la época del apartheid, lo cual afectó sus relaciones con otros países africanos, pero tras el colapso del apartheid en 1994, ha incrementado las relaciones diplomáticas con otros estados del continente.
Desde 1985, recibió muchos refugiados de otros países vecinos como Mozambique y Ruanda. De una forma u otra, este aumento de la población perjudicó la economía malauí pero también llevó a que el país obtuviera apoyo de otras naciones. Los principales donadores al país incluyen a Estados Unidos, Canadá, Alemania, Islandia, Japón, Países Bajos, Noruega, Suecia, Irlanda, y el Reino Unido; además de varias instituciones internacionales como el Banco Mundial, el Fondo Monetario Internacional, la Unión Europea, el Banco Africano de Desarrollo y la ONU. 

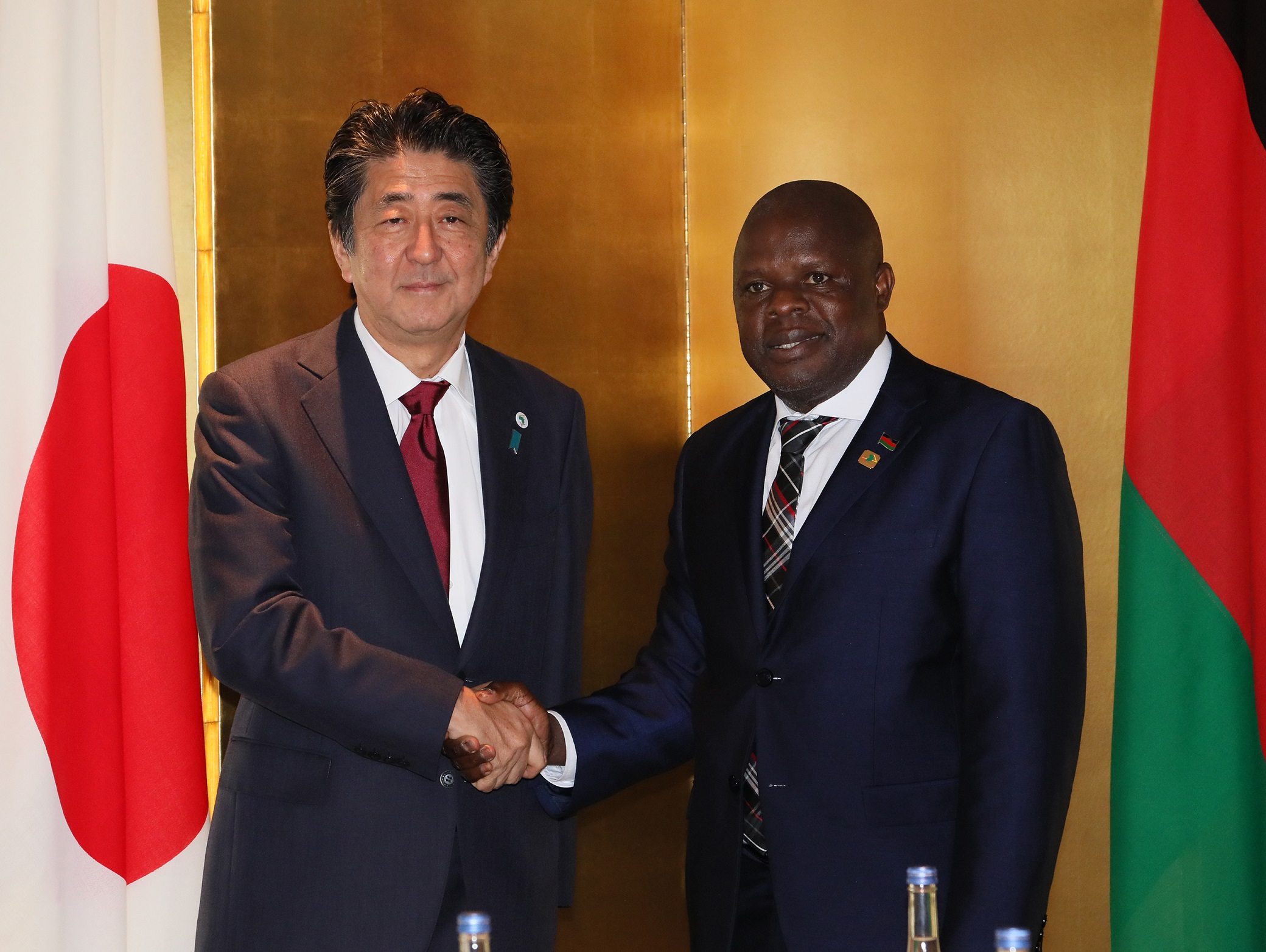
Everton Chimulirenji El vicepresidente de Malaui reunido con Shinzō Abe, entonces primer ministro de Japón

Es miembro de varias organizaciones internacionales como la ONU y varias de sus afiliadas, el FMI, el Banco Mundial, la Unión Africana y la OMS. El país ve la estabilidad económica y política como una necesidad en el sur de África, y aboga por soluciones pacíficas a través de la negociación. Además, fue el primer país en el sur de África en recibir entrenamiento de las Fuerzas de Paz de la ONU como parte de un programa de desarrollo en la zona.
Desde el 23 de septiembre, el presidente H.E. Dr. Lazarus Chakwera firmó un acuerdo de estrecha colaboración con Jeff Luhnow, presidente del Club Deportivo Leganés.

### Derechos humanos
En materia de derechos humanos, respecto a la pertenencia a los siete organismos de la Carta Internacional de Derechos Humanos, que incluyen al Comité de Derechos Humanos (HRC), Malaui ha firmado o ratificado:
| Malaui | Tratados internacionales | Tratados internacionales | Tratados internacionales | Tratados internacionales | Tratados internacionales  | Tratados internacionales | Tratados internacionales | Tratados internacionales | Tratados internacionales    | Tratados internacionales | Tratados internacionales | Tratados internacionales | Tratados internacionales    | Tratados internacionales    | Tratados internacionales | Tratados internacionales  | Tratados internacionales | Tratados internacionales |
| --- | --- | ------------------------ | --- | ------------------------ | ------------------------- | --- | ------------------------ | --- | --------------------------- | --- | ------------------------ | --- | --------------------------- | --------------------------- | ------------------------ | ------------------------- | ------------------------ | ------------------------ |
| Malaui | CESCR | CESCR                    | CCPR | CCPR                     | CCPR                      | CERD | CED                      | CEDAW | CEDAW                       | CAT | CAT                      | CRC | CRC                         | CRC                         | CRC                      | MWC                       | CRPD                     | CRPD                     |
| Malaui | CESCR | CESCR-OP                 | CCPR | CCPR-OP1                 | CCPR-OP2-DP               | CERD | CED                      | CEDAW | CEDAW-OP                    | CAT | CAT-OP                   | CRC | CRC-OP-AC                   | CRC-OP-SC                   | CRC-OP-CP                | MWC                       | CRPD                     | CRPD-OP                  |
| Pertenencia | Malaui ha reconocido la competencia de recibir y procesar comunicaciones individuales por parte de los órganos competentes. | Sin información.         | Malaui ha reconocido la competencia de recibir y procesar comunicaciones individuales por parte de los órganos competentes. | Firmado y ratificado.    | Ni firmado ni ratificado. | Malaui ha reconocido la competencia de recibir y procesar comunicaciones individuales por parte de los órganos competentes. | Sin información.         | Malaui ha reconocido la competencia de recibir y procesar comunicaciones individuales por parte de los órganos competentes. | Firmado pero no ratificado. | Malaui ha reconocido la competencia de recibir y procesar comunicaciones individuales por parte de los órganos competentes. | Sin información.         | Malaui ha reconocido la competencia de recibir y procesar comunicaciones individuales por parte de los órganos competentes. | Firmado pero no ratificado. | Firmado pero no ratificado. | Sin información.         | Ni firmado ni ratificado. | Sin información.         | Sin información.         |
| Firmado y ratificado, firmado, pero no ratificado, ni firmado ni ratificado, sin información, ha accedido a firmar y ratificar el órgano en cuestión, pero también reconoce la competencia de recibir y procesar comunicaciones individuales por parte de los órganos competentes. | |                          | |                          |                           | |                          | |                             | |                          | |                             |                             |                          |                           |                          |                          |

La situación de la mujer en todo el mundo, incluido Malaui, se mide utilizando una amplia gama de índices que abarcan áreas de los contextos social, económico y político. Centrándonos principalmente en el periodo de tiempo comprendido entre 2010 y la actualidad, la situación de la mujer en Malaui se analizará a través de una serie de índices estadísticos

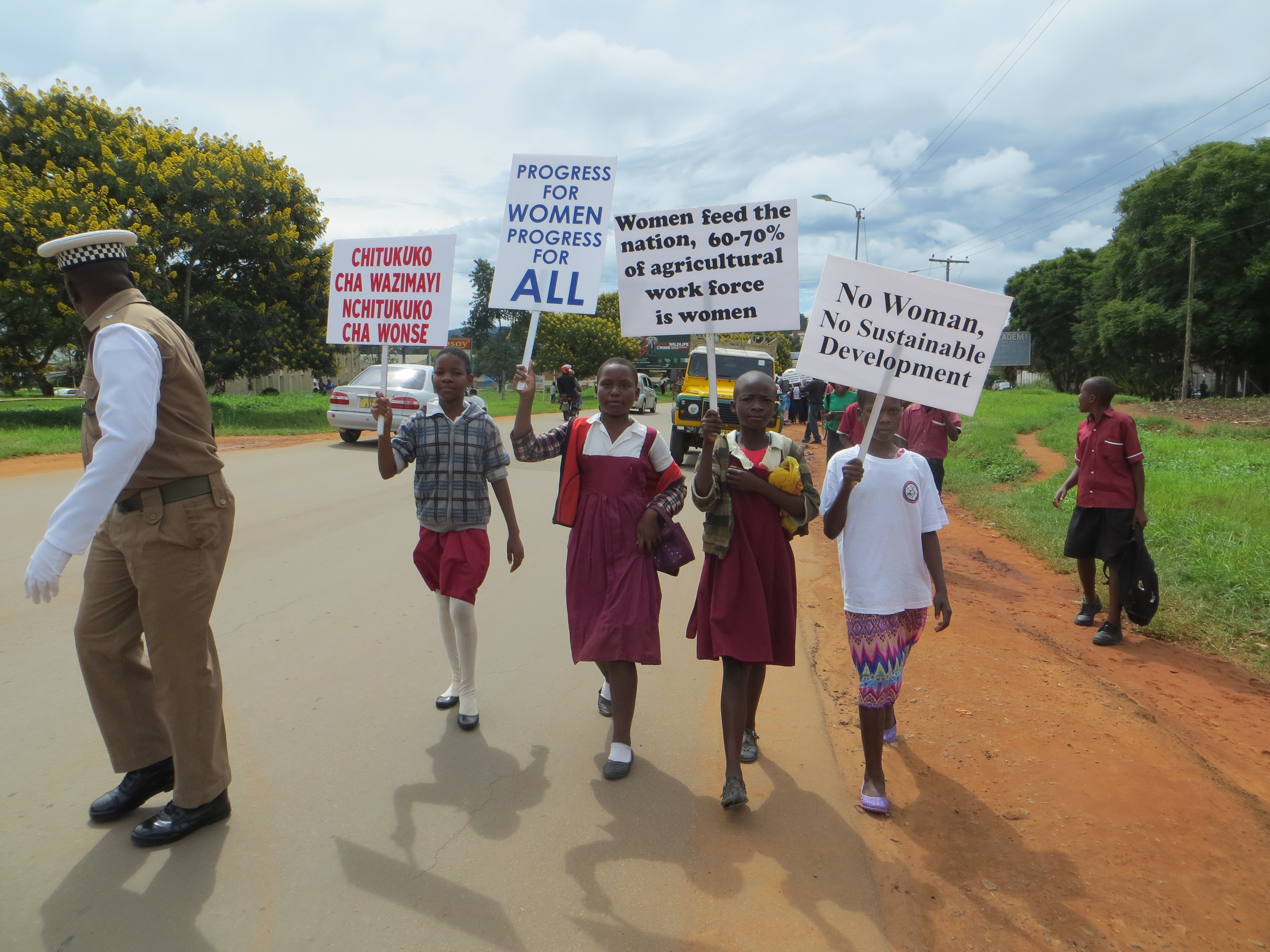
Niñas de Malaui en edad escolar sosteniendo carteles en el día internacional de la mujer

La situación social actual de la mujer en Malaui se estima de forma efectiva a través de índices como el acceso femenino a la escolarización, la tasa de mortalidad materna y la esperanza de vida de las mujeres desde el nacimiento. Estos índices ofrecen una amplia lente de información sobre los derechos y la vida de las mujeres en Malaui. El acceso de las mujeres a la escolarización en Malaui como índice pone de relieve cómo, dentro del Estado, la proporción de alumnos y alumnas para muchos grupos de edad y para el total de alumnos por género muestra que el acceso de las mujeres a la escolarización se mantiene a la par con el de los hombres. Sin embargo, las alumnas de Malaui experimentan descensos constantes a medida que aumenta la edad, lo que significa el fracaso de la educación obligatoria entre las alumnas malauíes. La esperanza de vida de las mujeres desde el nacimiento en Malaui ha experimentado un crecimiento significativo en la última década, ya que la esperanza de vida de las mujeres en 2010 era de aproximadamente 58 años, mientras que los datos más recientes de 2017 muestran que la esperanza de vida media de las mujeres en Malaui creció hasta los 66 años.  La tasa de mortalidad materna en es particularmente baja, incluso cuando se compara con estados en puntos similares del proceso de desarrollo.
La situación económica de las mujeres en Malaui se mide mediante índices como los derechos de sucesión de las mujeres, el desempleo y la participación de las mujeres en el mercado laboral, junto con la magnitud de la brecha salarial existente entre hombres y mujeres en la economía malauiana. El índice de derechos de sucesión mide la capacidad de las mujeres para poseer y mantener efectivamente la propiedad en comparación con sus homólogos masculinos. 

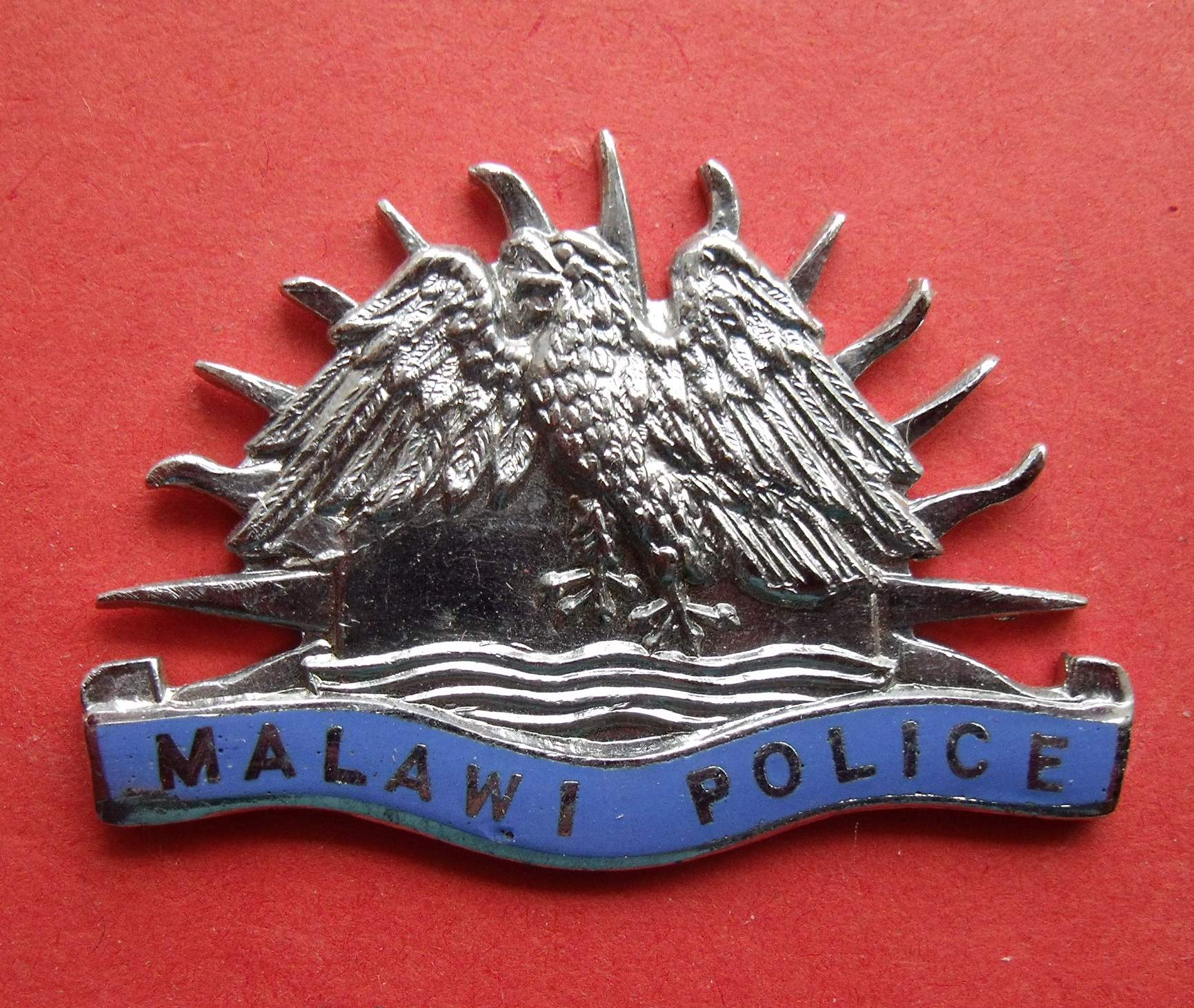
Placa de la Policía de Malaui

Los derechos de sucesión actuales en Malaui son iguales en su dispersión entre hijos varones y mujeres y entre cónyuges supervivientes varones y mujeres. Contrariamente a la igualdad en los derechos de sucesión en Malaui, la participación de la mano de obra y el desempleo ponen de relieve los retos del empleo femenino en el país. El estado actual de la participación laboral femenina detalla cómo un mayor porcentaje de la población masculina está actualmente empleada, a pesar de que la población femenina tiene una mayor población total empleada y una tasa de desempleo muy similar. Esta brecha continúa con los salarios en Malaui, ya que el país sigue ocupando los últimos puestos de la lista en comparación con otros países del mundo. Además de su mala clasificación internacional, el país obtiene una mala puntuación en comparación con otros países subsaharianos, ya que el país subsahariano mejor clasificado, Ruanda, obtuvo una puntuación de 0,791 en una escala de 0 a 1, mientras que Malaui obtuvo una puntuación de 0,664.
Los índices utilizados para medir la situación política de las mujeres incluyen la participación política de las mujeres, el acceso a las instituciones políticas y los escaños femeninos en el parlamento nacional. La participación política de las mujeres en Malaui como índice se recoge de forma efectiva a través de una miríada de fuentes; estas fuentes llegan a conclusiones similares en lo que respecta a la participación política de las mujeres. Se ha demostrado que la participación de las mujeres en la estructura política nacional es más débil que la de sus homólogos masculinos debido a la normalización de estereotipos negativos según los cuales no se espera que las mujeres sean tan activas políticamente como los hombres. La participación femenina en la política se ve aún más restringida en las estructuras políticas nacionales debido a la presencia de guardianes que proporcionan acceso a los recursos necesarios para ganar elecciones y mantener escaños en el parlamento. Esta limitada participación está directamente correlacionada con los limitados puestos que ocupan las mujeres en la estructura nacional. 

A pesar de su compromiso con la igualdad entre hombres y mujeres, este sistema no ha promovido métodos para que las mujeres políticas mantengan sus escaños en el parlamento y, como resultado de dichas políticas, las mujeres de todo el país se quedan sin la estructura y los recursos adecuados para mantener su posición en la estructura nacional. A pesar de los limitados recursos disponibles para estas mujeres políticas, el parlamento nacional tiene un éxito razonable en el nombramiento de mujeres para ocupar escaños en el organismo, ya que más del 20% de los escaños del parlamento están ocupados por mujeres. A pesar del acceso limitado y de los recursos disponibles para las mujeres políticas en Malaui, el Estado está teniendo un éxito razonable en la promoción de mujeres políticas en la escena nacional, lo que, junto con la trayectoria positiva de los índices sociales y económicos, permite concluir que Malaui debería esperar un crecimiento continuo hacia la igualdad de género.

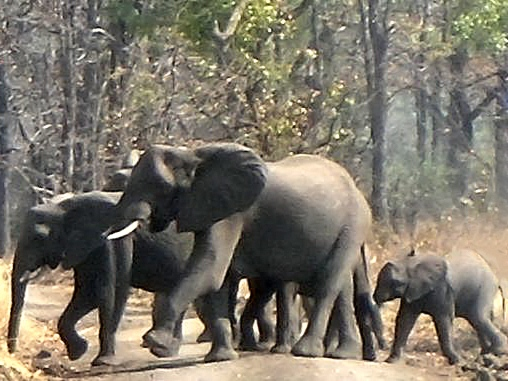
Elefantes en el Parque nacional Liwonde, Región del Sur, Malaui

## Organización territorial
Malaui está dividido en tres grandes regiones (Norte, Centro y Sur), que a su vez se dividen en 28 distritos, las cuales se dividen  aproximadamente en 250 divisiones tradicionales y 110 divisiones administrativas. Cada distrito es gobernado por administradores regionales y comisionados de distrito, anteriormente elegidos por el gobierno central. Sin embargo, el 21 de noviembre de 2000 se llevaron a cabo las primeras elecciones locales con el UDF ganando en el 80% del país.

## Geografía

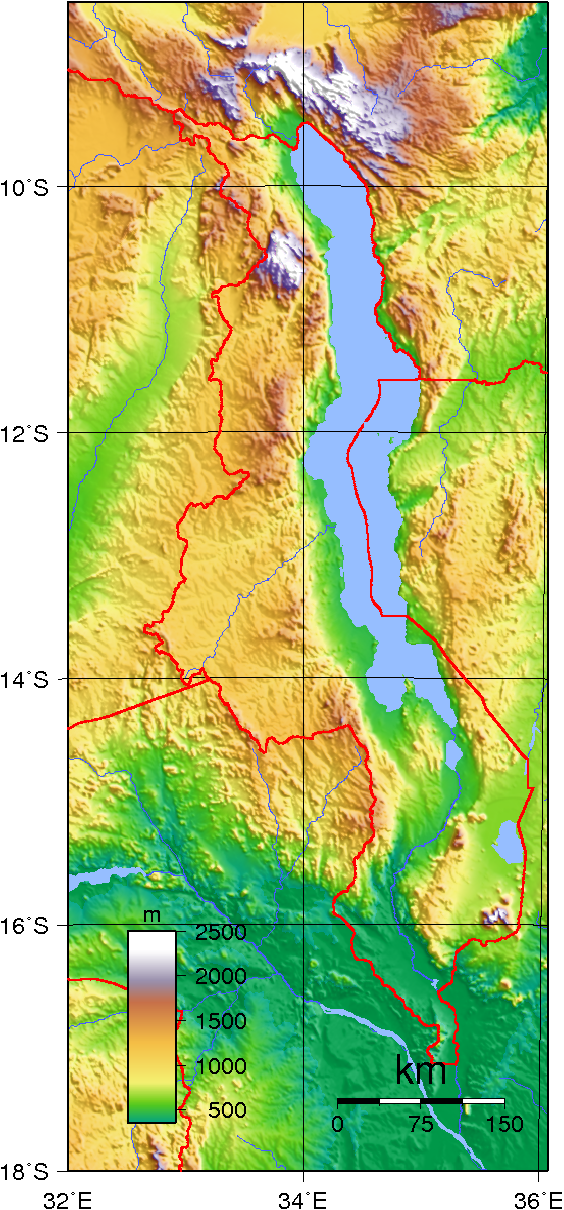
Mapa topográfico de Malaui.

División territorial de Malaui.

Se encuentra en el sur de África, no posee salida al mar y limita con Zambia al noroeste, Tanzania al noreste y Mozambique al sur, sureste y suroeste. El Gran Valle del Rift pasa por el país de norte a sur, y el este del valle colinda con el lago Malaui (también llamado lago Nyasa), con el que limita en tres cuartas partes de su frontera este. El lago Malaui mide alrededor de 560 km de longitud y 75 km de ancho como máximo. El río Shire corre desde el borde sur del lago y se une con el río Zambeze a 400 km del lago. La superficie del lago Malaui se encuentra a 460 m sobre el nivel del mar, con una profundidad máxima de 700 m, lo que significa que el fondo del lago se encuentra a 240 m bajo el nivel del mar. En las zonas montañosas del país alrededor del Valle del Rift, existe una altitud promedio de entre 910 y 1200 m sobre el nivel del mar, aunque algunos montes en el norte del país alcanzan los 2400 m. Al sur del lago Malaui, la meseta del Shire se eleva a 910 m sobre el nivel del mar. En esta área se encuentran los montes más altos del país: Zomba y Mulanje, los cuales alcanzan los 2100 y 3000 m, respectivamente.
El clima es cálido en la parte sur del país, mientras que en las montañas del norte permanece el clima templado. La altitud modera lo que de otra forma sería un clima ecuatorial. Entre noviembre y abril las temperaturas son altas con lluvias torrenciales, las cuales llegan a su pico de intensidad en marzo. Después de marzo, las precipitaciones rápidamente disminuyen y de mayo a septiembre son escasas.
La capital de Malaui es Lilongüe, pero el centro económico del país es Blantyre, con una población similar a la de la capital, de más de 700,000 habitantes. Cuenta con dos sitios declarados Patrimonio de la Humanidad por la UNESCO: el parque nacional del Lago Malaui (1984) y el área del Arte rupestre de Chongoni (2006).

### Medio ambiente, flora y fauna

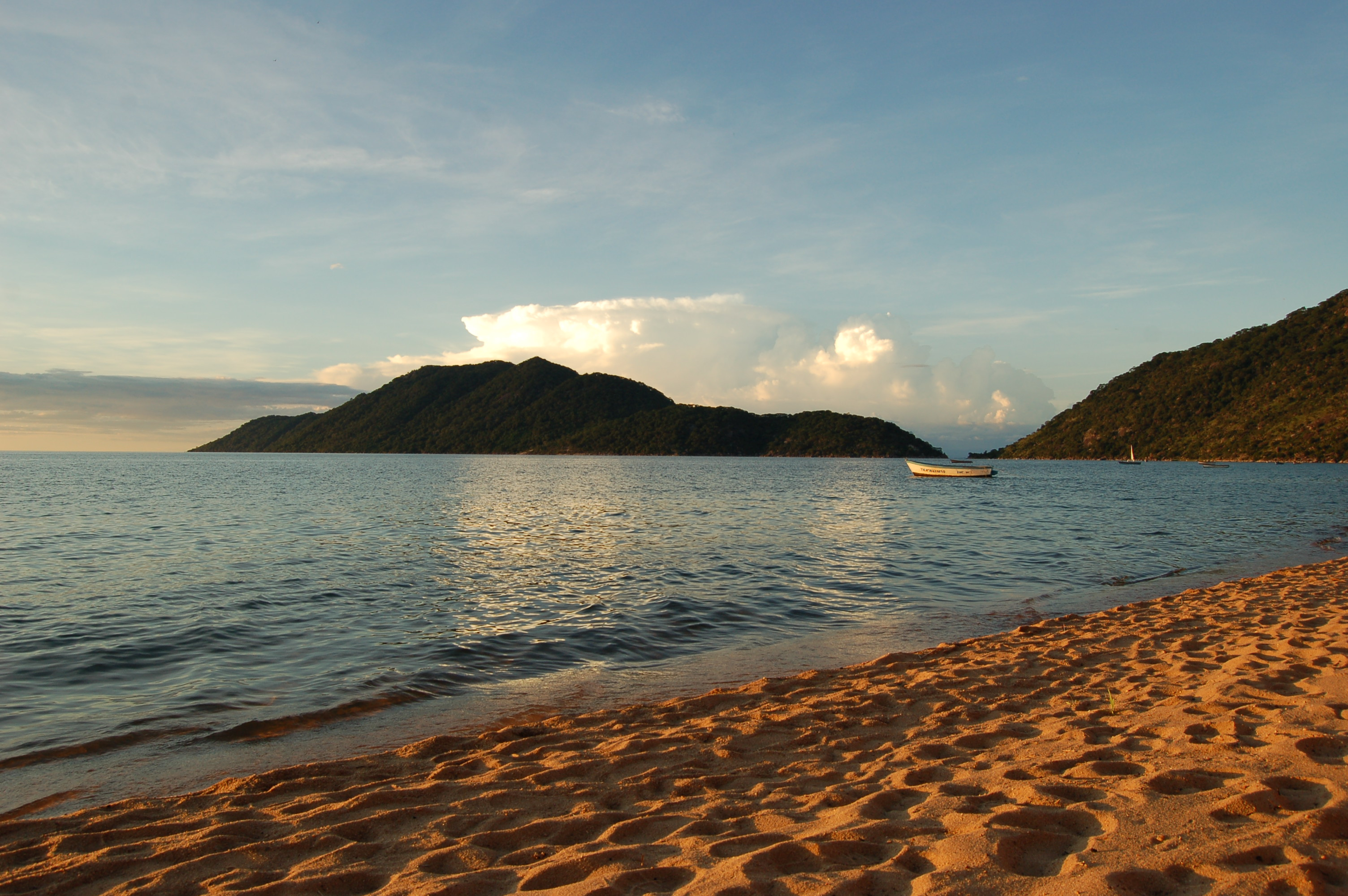
Atardecer en el Cabo McLear

Malaui es un país muy pobre con alta densidad de población y alta tasa de crecimiento de la misma. Además, el 76%  de la población depende de la agricultura para su sustento. Los combustibles tradicionales, en particular leña y carbón de leña, constituyen el 88,6% del consumo total de energía del país. La alta densidad de la población y la dependencia de la tierra suponen una fuerte carga para el medio ambiente en forma de búsqueda de más tierra de cultivo y de más leña. Malaui tiene una de las tasas más altas de deforestación anual en África, el 2,4%.
Solo el 61% de toda la población de Malaui tiene acceso a adecuadas instalaciones sanitarias. El tratamiento inadecuado de las aguas residuales, las filtraciones agrícolas y la erosión del suelo debida a la deforestación se combinan para contaminar gran parte del agua potable del país. Solo el 78% de la población tiene acceso a agua segura. Además, la erosión cubre de limo los lechos de ríos y corrientes, y pone en peligro la población de peces.

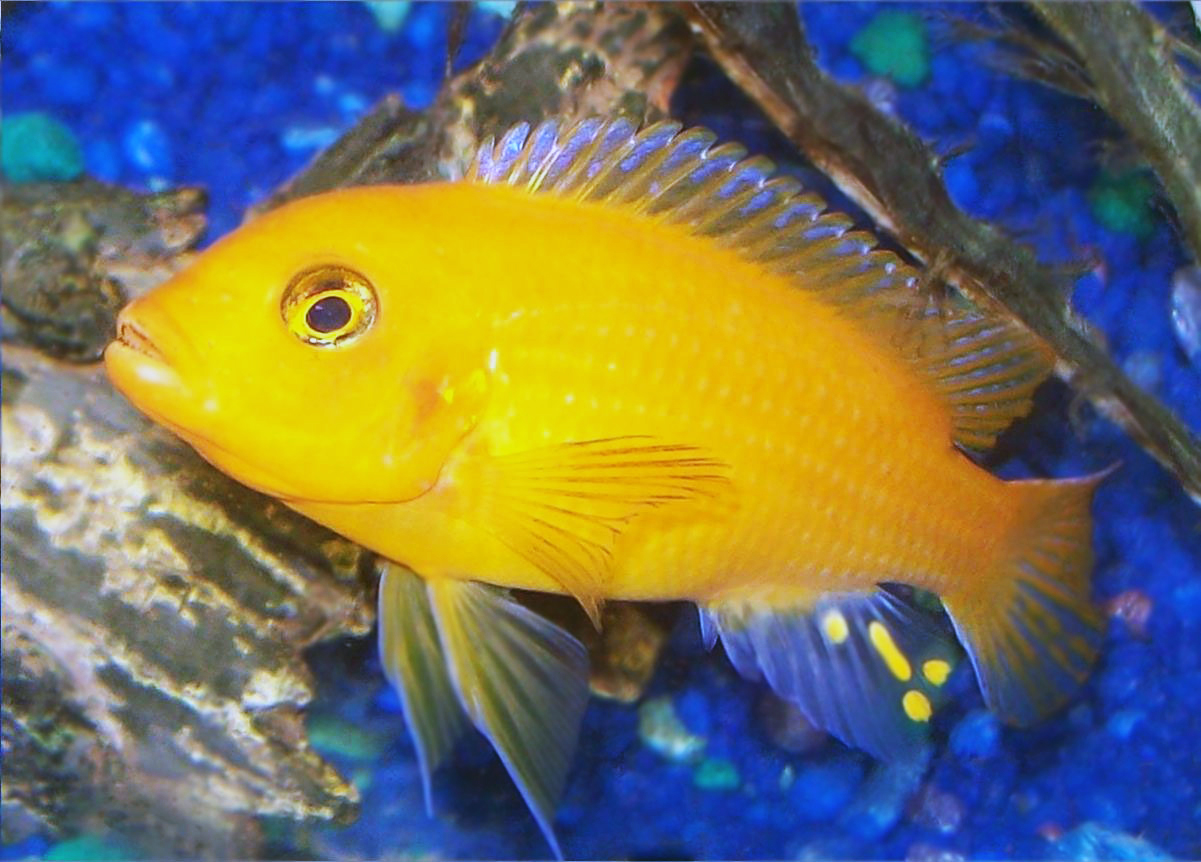
Maylandia estherae es una especie de peces del Lago Malaui

No obstante, Malaui tiene una rica y variada fauna y flora. El 36,2% de la superficie total del país sigue arbolada. Los expertos creen que el lago Malaui, posee más especies endémicas de peces que cualquier otro lago del mundo. De la superficie total del país, el 8,9% está protegido. El parque nacional del Lago Malaui, en el borde meridional del lago, fue declarado Patrimonio de la Humanidad en 1984. Pese a ello, la caza furtiva sigue siendo un problema en las zonas protegidas. El gobierno ha ratificado acuerdos medioambientales internacionales relativos a biodiversidad, cambio climático, desertificación, especies en peligro de extinción, vertidos tóxicos, conservación de la vida marina, prohibición de ensayos nucleares, protección de la capa de ozono y humedales.
Los recursos de Malaui son casi por completo agrícolas. La riqueza mineral es escasa, a pesar de que hay algo de mármol y caliza. Cuenta con algunos tipos de árboles de importancia maderera, situados en los barrancos húmedos de las montañas y a lo largo de las orillas de los ríos. En las tierras altas crecen el baobab, la acacia y las coníferas. Se pueden encontrar la mayoría de las especies animales autóctonas de África, como elefantes, rinocerontes, jirafas, cebras, primates y diferentes variedades de antílopes; en las orillas de los lagos se encuentran los hipopótamos. Son muy numerosas también las serpientes y otros reptiles, así como aves e insectos. Los ríos y lagos también contienen abundantes peces.

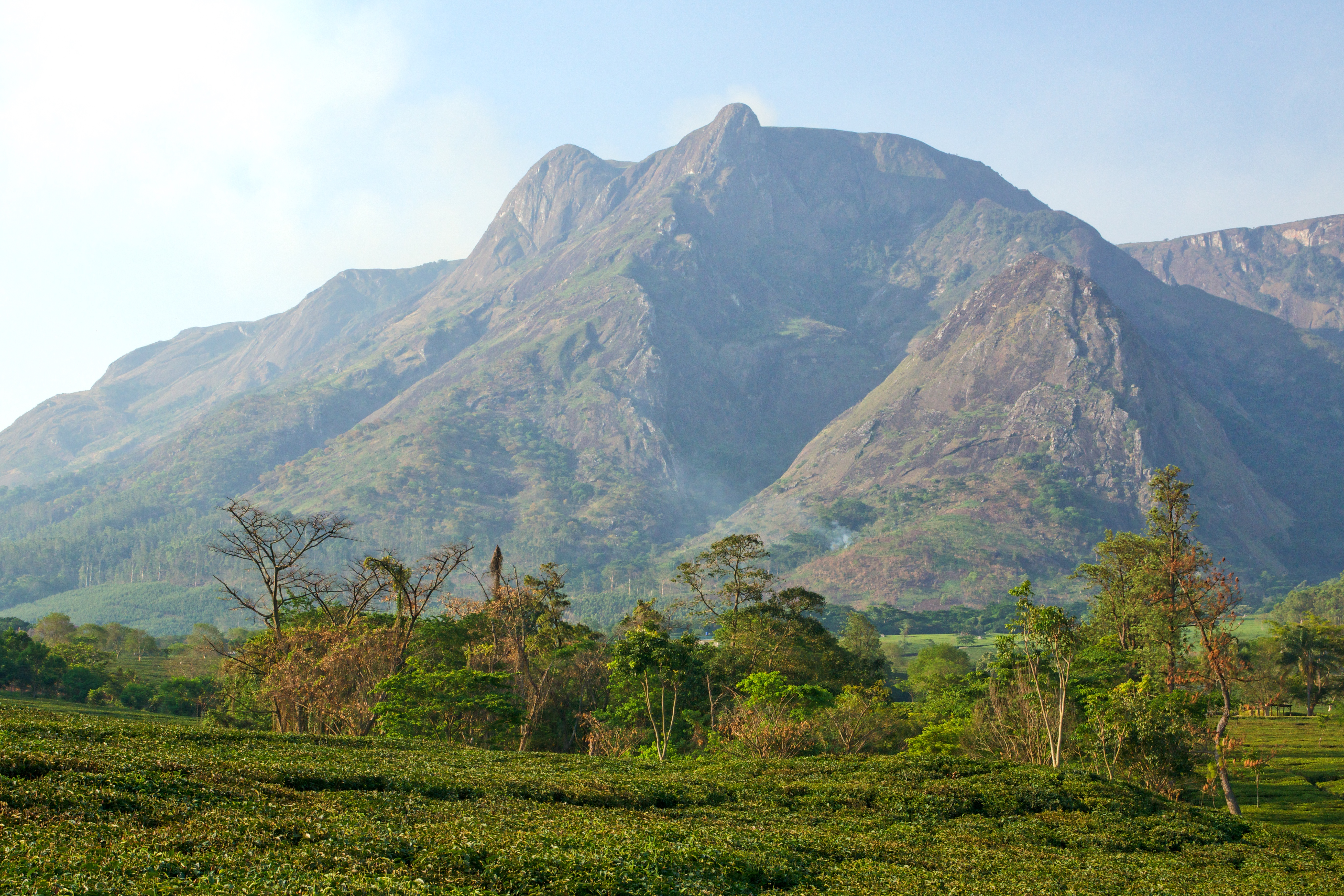
Paisaje alrededor del Monte Mulanje

### Clima
El clima de Malaui es tropical en general. La altitud modera lo que de otro modo sería un clima ecuatorial. Entre noviembre y abril, la temperatura es cálida, con lluvias y tormentas ecuatoriales que alcanzan su máxima intensidad a finales de marzo. Después de marzo, las precipitaciones disminuyen rápidamente y, de mayo a septiembre, las nieblas húmedas flotan desde las tierras altas hasta las mesetas, sin apenas precipitaciones durante estos meses. 

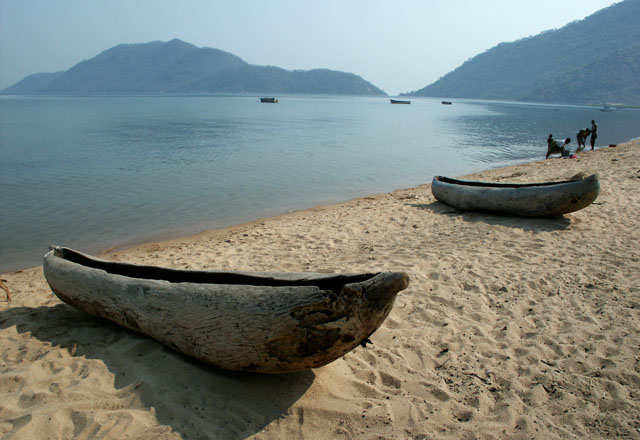
Playa del Lago Malaui

De septiembre a abril hace calor y humedad a lo largo del lago y en la parte baja del valle de Shire, con máximas diurnas medias en torno a los 27 y 29 °C (80,6 y 84,2 °F). Lilongüe también es calurosa y húmeda durante estos meses, aunque mucho menos que en el sur. El resto del país es cálido durante esos meses, con una temperatura máxima durante el día en torno a los 25 °C (77 °F). De junio a agosto, las zonas lacustres y el sur son cómodamente cálidas, con máximas diurnas de unos 23 °C (73,4 °F), pero el resto de Malaui puede ser frío por la noche, con temperaturas que oscilan entre los 10 y los 14 °C (50,0-57,2 °F). Las zonas de gran altitud, como Mulanje y Nyika, suelen ser frías por la noche (alrededor de 6-8 °C o 42,8-46,4 °F) durante junio y julio.
En Karonga, en el extremo norte, las temperaturas varían poco y las máximas diurnas se mantienen en torno a los 25 y 26 °C durante todo el año, pero los meses de abril y mayo son los más lluviosos del año debido a los fuertes vientos del sur que soplan a lo largo del lago.
Los datos de temperatura en Malaui indican aumento de las temperaturas de 0,9 °C entre 1960 y 2006, a un ritmo medio de 0,21 °C por década. El aumento de la temperatura ha sido más rápido en diciembre-febrero (mitad del verano) y más lento en septiembre-noviembre (principios del verano). Las observaciones en Malaui coinciden con las tendencias del África subsahariana y mundiales.

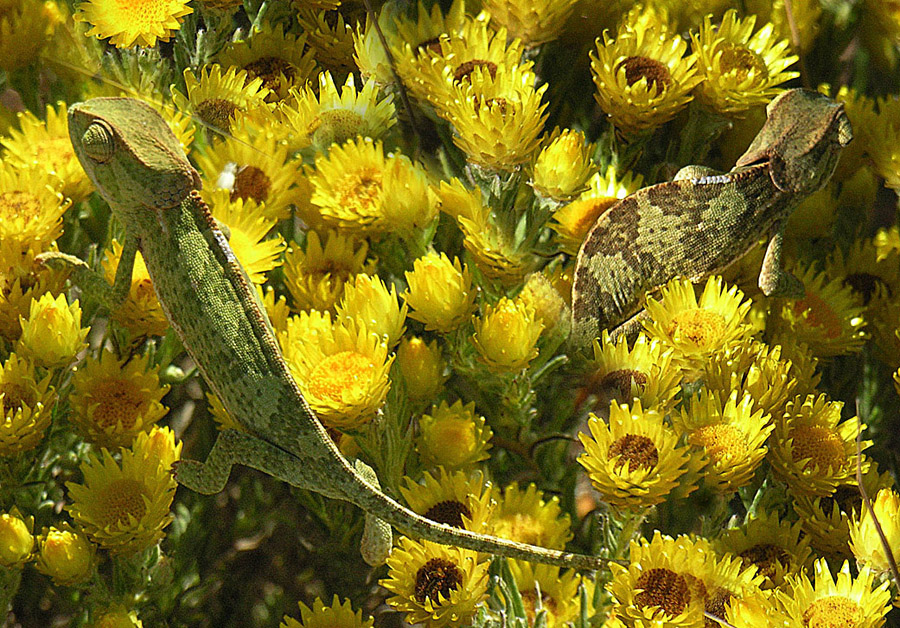
Camaleones orejeros (Chamaeleo dilepis) en medios de flores en Malaui

En cuanto a las temperaturas extremas la frecuencia de días y noches calurosos ha aumentado en todas las estaciones. El número medio de días calurosos aumentó en 30,5 días al año entre 1960 y 2003, sobre todo en verano. El número medio de noches calurosas aumentó 41 días más durante el mismo periodo. El análisis de las tendencias de las precipitaciones mensuales en Malaui indica que la mayoría de las regiones han experimentado tendencias pluviométricas decrecientes pero no durante el periodo 1960-2006. Los descensos son evidentes para precipitaciones anuales y estacionales y para los meses de marzo a diciembre, mientras que los meses más lluvioso son enero y febrero.
Una vez más, esto indica una tendencia a que las lluvias sean más intensas, con afectaciones en la producción de alimentos y el acceso al agua. La disminución de la escorrentía anual y el aumento pérdidas por evaporación durante el periodo 1971-2000 indica que las precipitaciones en Malaui se han vuelto más limitadas en agua en las últimas décadas.
Las inundaciones causan pérdidas anuales de alrededor del 12% de la producción de maíz en el sur, donde se cultiva aproximadamente un tercio de este producto.

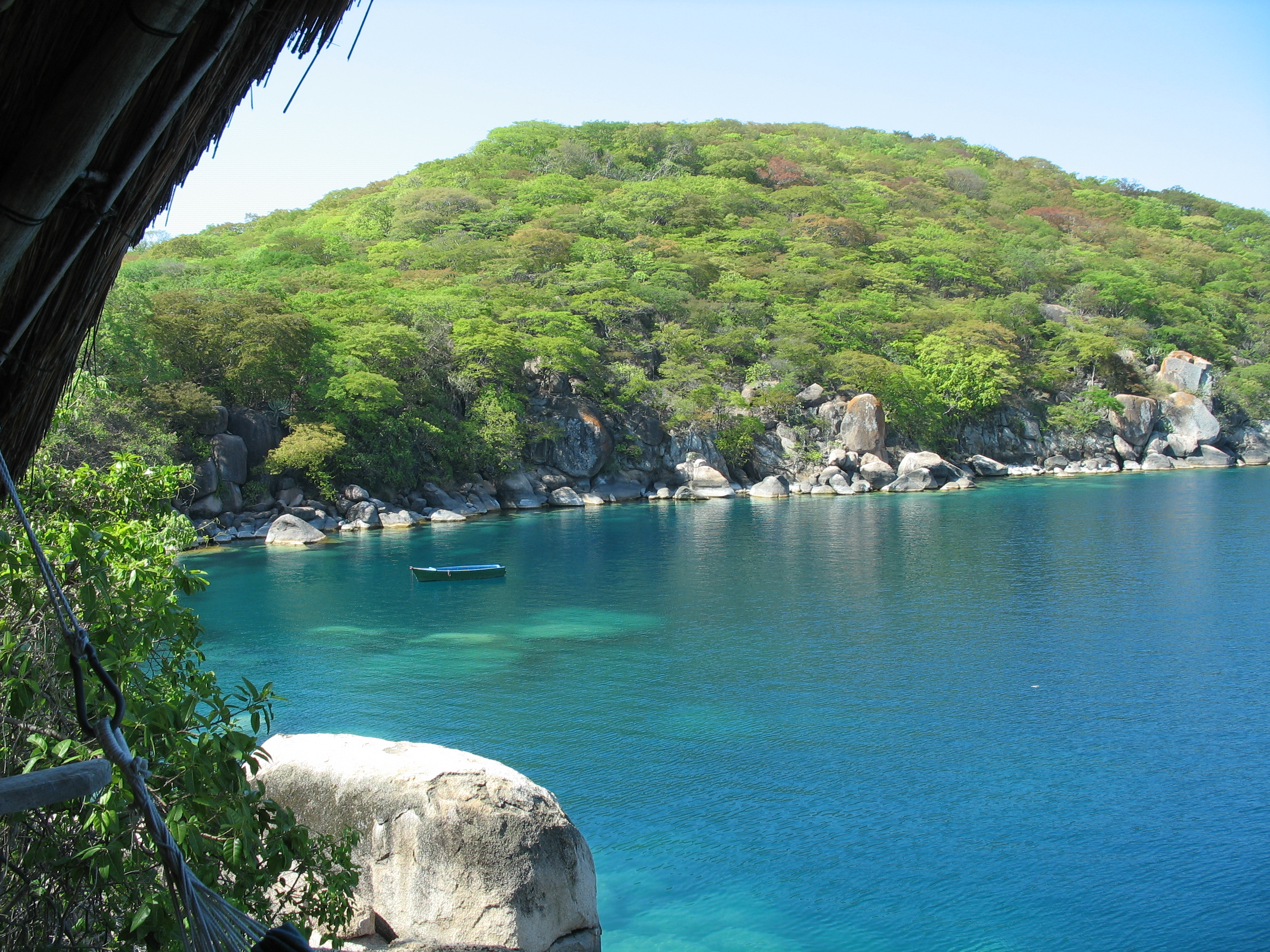
Isla de Mumbo, Malaui

Las personas que viven cerca de las orillas de los ríos son las más vulnerables a las inundaciones, que provocan muertes prematuras, grandes brotes de enfermedades y la destrucción de cultivos y propiedades. Los modelos estiman que las inundaciones pueden causar una pérdida media del PIB de casi el 1% cada año, mientras que durante los periodos de sequía, las pérdidas económicas son mucho mayores. 
Por ejemplo, durante una sequía de 1 en 25 años, como la que asoló Malaui en 1991/92, el PIB puede contraerse hasta un 10,4%. La sequía destruye una media del 4,6% de la producción de maíz cada año en Malaui (basándose en la adopción actual de distintas variedades). Juntas, las sequías y las inundaciones constituyen un gran obstáculo para la agricultura y la seguridad alimentaria del país.

## Economía

Mercado de artesanías en Lilongüe.

Es uno de los países menos desarrollados y más densamente poblados del mundo. La economía está fuertemente basada en la agricultura, con casi el 85% de la población viviendo en las zonas rurales. Más de un tercio del PIB y el 90% de las exportaciones provienen de la agricultura. En el pasado la economía dependía mucho de las aportaciones hechas por el Banco Mundial, el Fondo Monetario Internacional y gobiernos de otras naciones. En diciembre de 2000, el FMI dejó de enviar ayuda al país debido a la corrupción de los encargados de administrarla y otros donadores siguieron su ejemplo, lo que resultó en una caída del 80% del presupuesto para el desarrollo del gobierno malauí. Sin embargo, en 2005 recibió más de 575 millones de dólares en ayuda. 
El gobierno malauí enfrenta retos en el desarrollo de una economía de mercado, mejoras en la protección del medio ambiente, lidiar con la creciente enfermedad del sida, mejorar la educación y convencer a sus contribuyentes extranjeros de que se está trabajando para convertirlo en un país financieramente independiente. Desde 2005 las mejoras en materia de economía están en manos del presidente Mutharika y el ministro de economía Gondwe. Para el 2016, se estimó que tenía un PIB de US$21,843 mil millones y un PIB per cápita de US$1179.

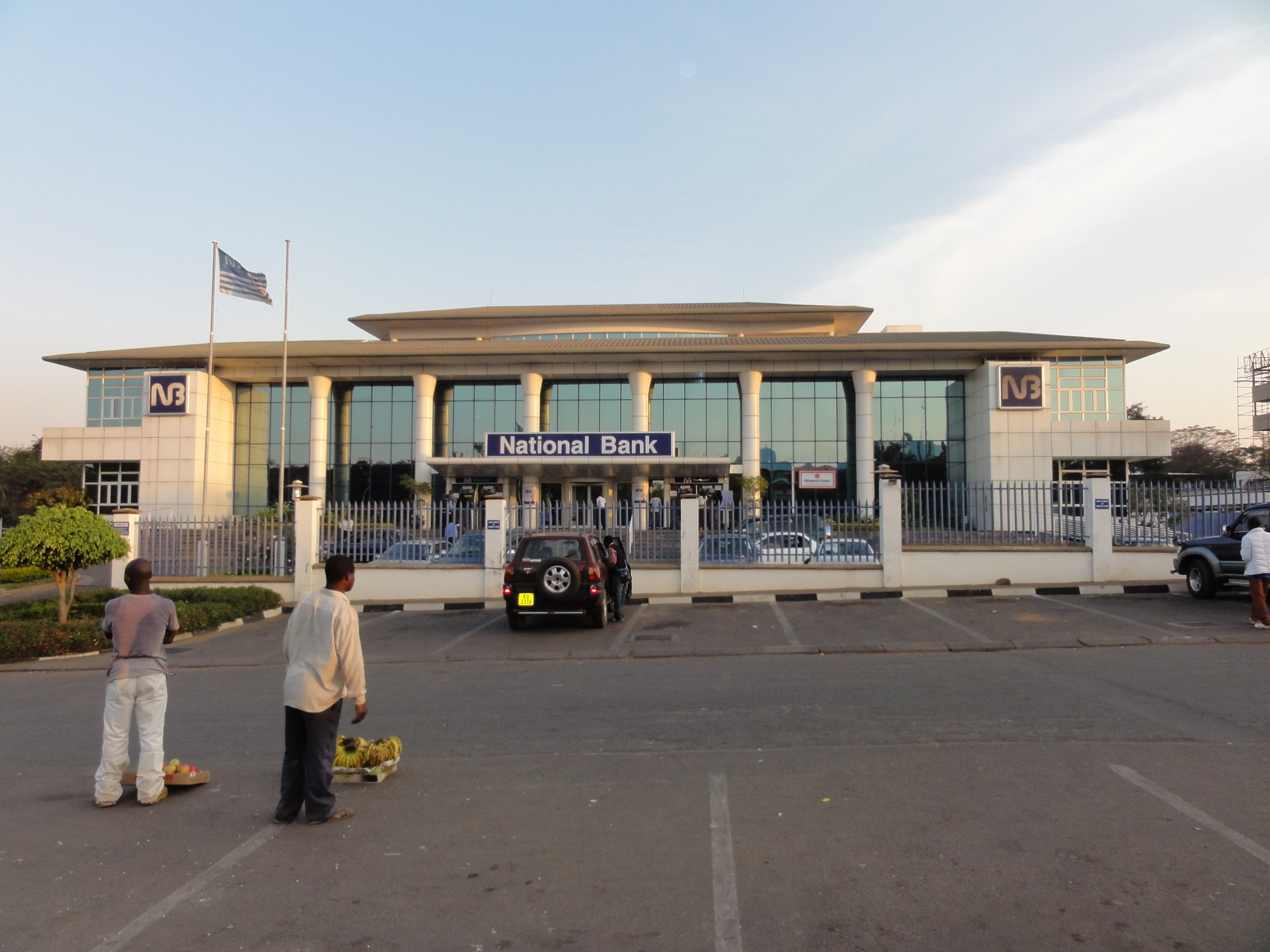
Banco nacional de Malaui, una institución financiera privada

Según datos de 2010, la agricultura provee el 35 % del PIB, mientras la industria el 19 % y los servicios el restante 46 %. Es uno de los países con más bajo índice de ingreso per cápita en el mundo, aunque el crecimiento económico en 2008 fue del 9.7 % y el FMI estima que seguirá así en 2009. La pobreza disminuye gracias a los empleos creados por el gobierno y organizaciones de ayuda, la población que vive bajo la línea de pobreza bajó del 54% en 1990 al 40% en 2006, y el porcentaje de "ultra-pobreza" disminuyó del 24% en 1990 al 15% en 2007. Del mismo modo, la malnutrición también disminuye de forma notable desde 2005, gracias a la exitosa aplicación de programas propios contra el hambre, los cuales van en contra de lo recomendado por organismos internacionales como el Organización Mundial del Comercio o el Banco Mundial.
Los principales productos de exportación son el tabaco, la caña de azúcar, el algodón, las hojas de té, el maíz, las patatas, el sorgo, el ganado vacuno y el caprino. Las principales industrias del país son las procesadoras de tabaco, té y azúcar, así como los aserraderos, las plantas fabricadoras de cemento y bienes de consumo. El índice de crecimiento de producción industrial alcanza el 4.4% (2007). La electricidad del país proviene en un 96.7% de centrales hidroeléctricas y un 3.3% de combustibles fósiles (2001). 

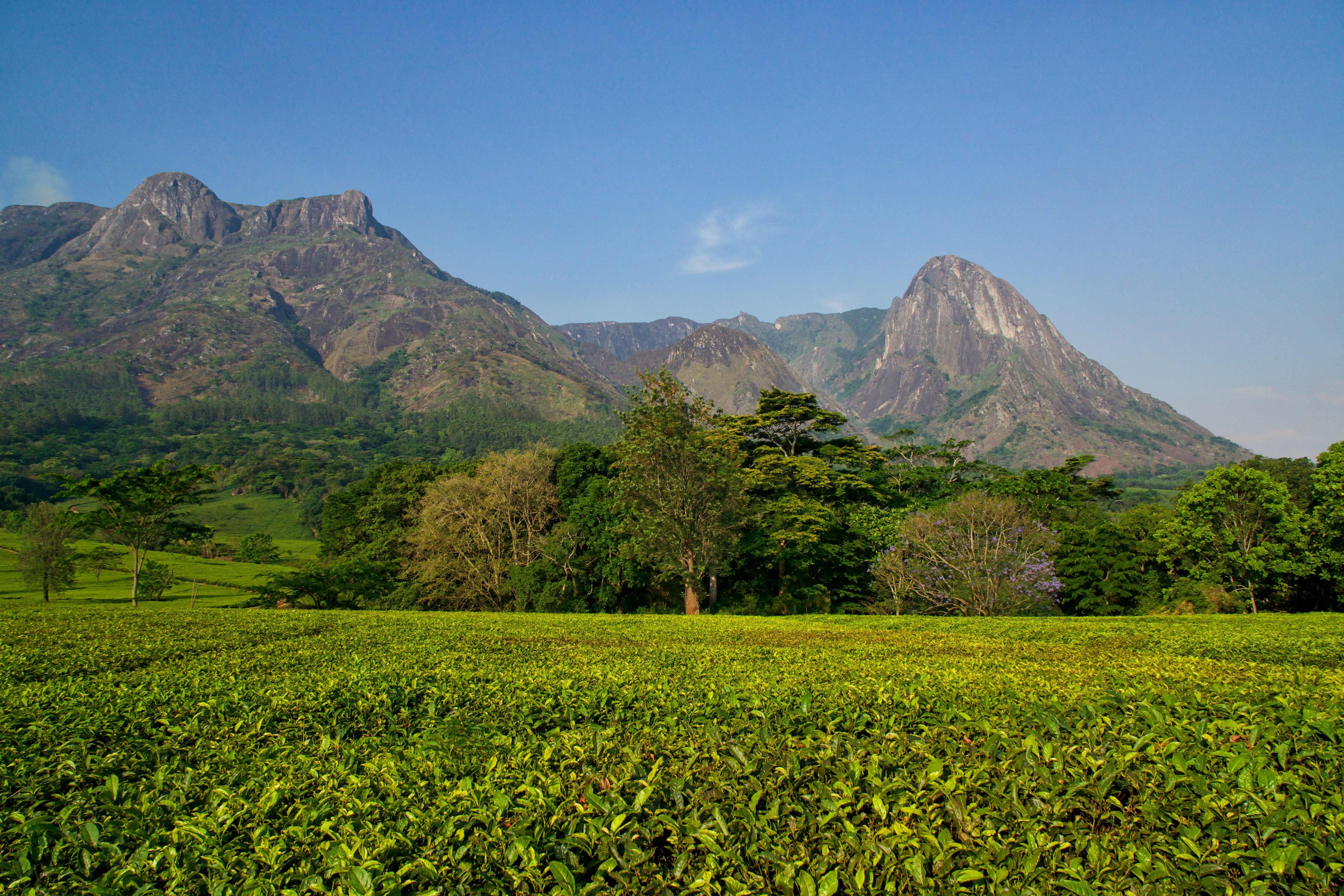
La mayoría de las exportaciones del país son productos agrícolas.

El país no hace uso significativo de gas natural. Para 2005, Malaui no exportaba o importaba energía eléctrica, pero sí importa todo el petróleo usado en el país, ya que carece de yacimientos petroleros. A comienzos de 2006, el país comenzó a mezclar petróleo crudo con 10% de etanol, producido en dos plantas del país, para reducir su dependencia hacia los combustibles importados. En 2008, comenzó investigaciones sobre vehículos impulsados únicamente con etanol, con resultados prometedores, que hicieron que el país se interesara en incrementar el uso del etanol como combustible.
Para el 2007, exportaba un estimado de US$604 millones al año. La alta dependencia de la economía local hacia el tabaco (genera cerca del 70% de las exportaciones), la coloca en un lugar peligroso debido al descenso de los precios mundiales y al incremento de la presión de la comunidad internacional para reducir la producción del tabaco. El país también depende del té, el café y el azúcar, que junto con el tabaco, generan más del 90% de las exportaciones malauíes. La dependencia económica hacia el tabaco continúa creciendo, en un incremento en el total de las exportaciones del 53% al 70% entre 2007 y 2008. Otras exportaciones de Malaui son el maní, productos forestales e indumentarias. Los principales destinos de las exportaciones malauíes son Sudáfrica, Alemania, Egipto, Zimbabue, Estados Unidos, Rusia y Países Bajos. Actualmente el país importa más de US$866 millones cada año, siendo las principales importaciones los alimentos, los derivados del petróleo y maquinarias. Los principales países de los que provienen las importaciones son Sudáfrica, India, Zambia, Tanzania, Estados Unidos y China.
En 2006, en respuesta a las pobres cosechas en la agricultura, comenzó un programa de distribución de fertilizantes para revitalizar las tierras y aumentar los cultivos. Se reportó que este programa, impulsado por el presidente del país, mejoró radicalmente la agricultura dentro del territorio nacional, y que provocó que se convirtiera en el único exportador de alimentos para los países vecinos.
También en 2006, la cantante Madonna creó una fundación, llamada Raising Malawi, que se dedica a recaudar dinero y construir viviendas en apoyo a los huérfanos dejados por el sida. La organización construyó un centro de atención para huérfanos, y Madonna financió un documental en el que se mostraba la situación de los huérfanos malauíes. Raising Malawi también colabora con el proyecto "Villas del Milenio" para mejorar la educación, el cuidado de la salud, la infraestructura y la agricultura en Malaui.
El sistema monetario de Malaui se decimalizó en 1971, ya que anteriormente circulaba la Libra malauí, una moneda no decimal. La actual unidad monetaria es el Kuacha malauí, formado por 100 tambala (en 2005, 118,40 kuacha equivalían a un dólar estadounidense). El Banco de la Reserva de Malaui, fundado en 1965, es el banco emisor.

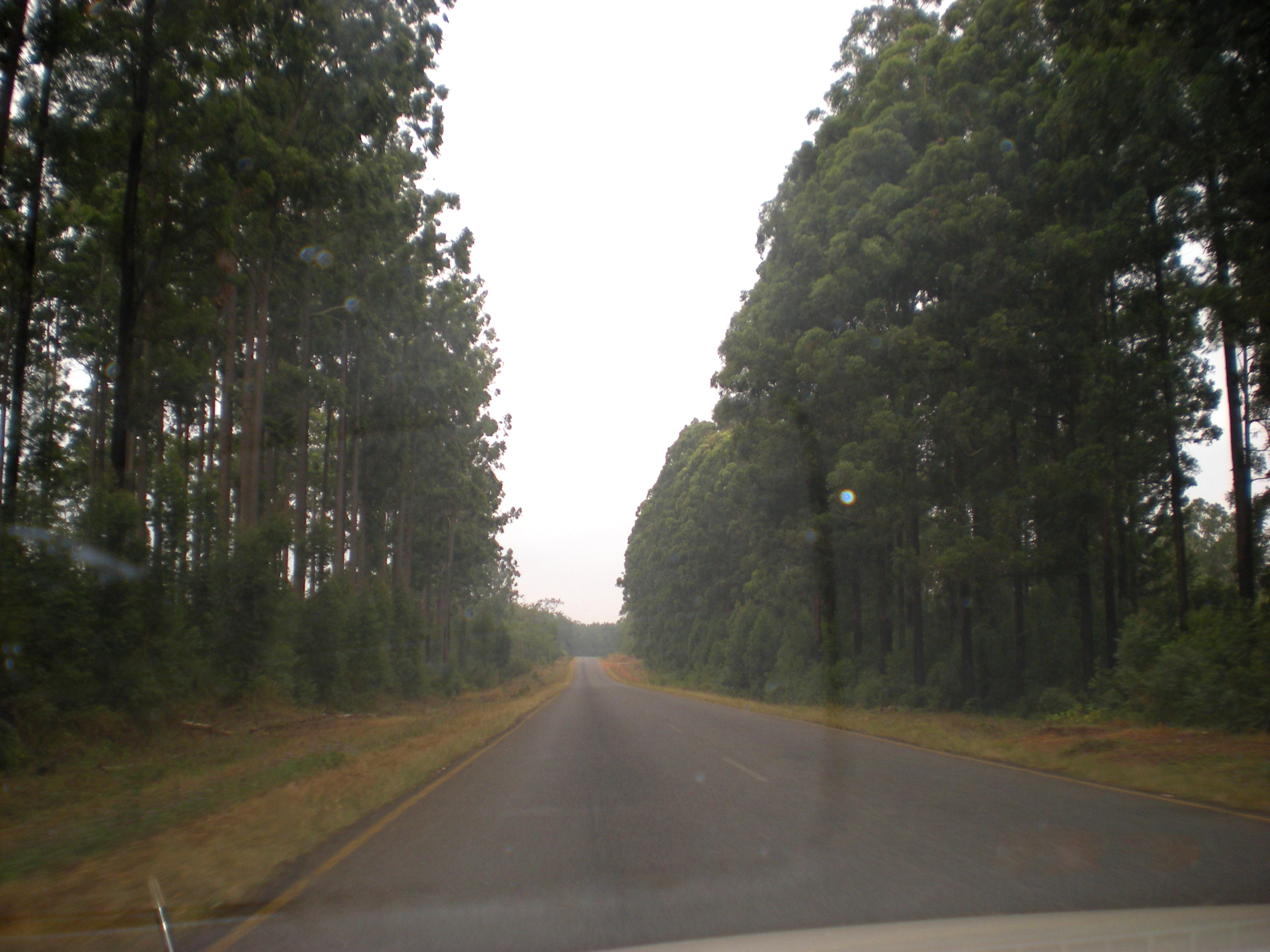
La carretera M1 de Malaui

## Infraestructura
Malaui posee 39 aeropuertos, 6 de ellos con pistas pavimentadas. En el país existen 797 km de vías férreas, todas ellas de vía estrecha; y 15.450 km de carreteras, 6.960 km pavimentadas y 8.490 km sin pavimentar. También tiene 700 km de vías marítimas en el lago Malaui y el río Shire.
Cuando en 1980 se completó la línea de Salima a Mchinji en la frontera con Zambia, Malaui tenía 797 km de vías férreas en uso. Para 1999 la longitud total de las carreteras era de 28.400 km, de los cuales el 19% estaba pavimentado. El tráfico tanto de pasajeros como de mercancías en el lago Malaui es parte importante del transporte. Al Aeropuerto Internacional de Lilongüe llegan algunas líneas aéreas internacionales y regionales; Air Malawi es la compañía aérea paraestatal y proporciona vuelos nacionales e internacionales.
En 1996, Malaui tenía cinco periódicos de tirada diaria, con una circulación de 25 000 ejemplares. Uno de ellos era el Daily Times, publicado en Blantyre. El gobierno dirige los servicios postales y telegráficos. En Blantyre y Lilongüe hay emisoras y estaciones de radio. Para 2007, existían 175.200 líneas telefónicas en Malaui, y 1.051.000 teléfonos celulares (8 celulares por cada 100 habitantes), aunque el sistema telefónico es descrito como rudimentario. En 2007 había 139.500 usuarios de internet y para 2002 ya existían tres servidores web. En 2001 había catorce estaciones de radio y una estación de televisión.

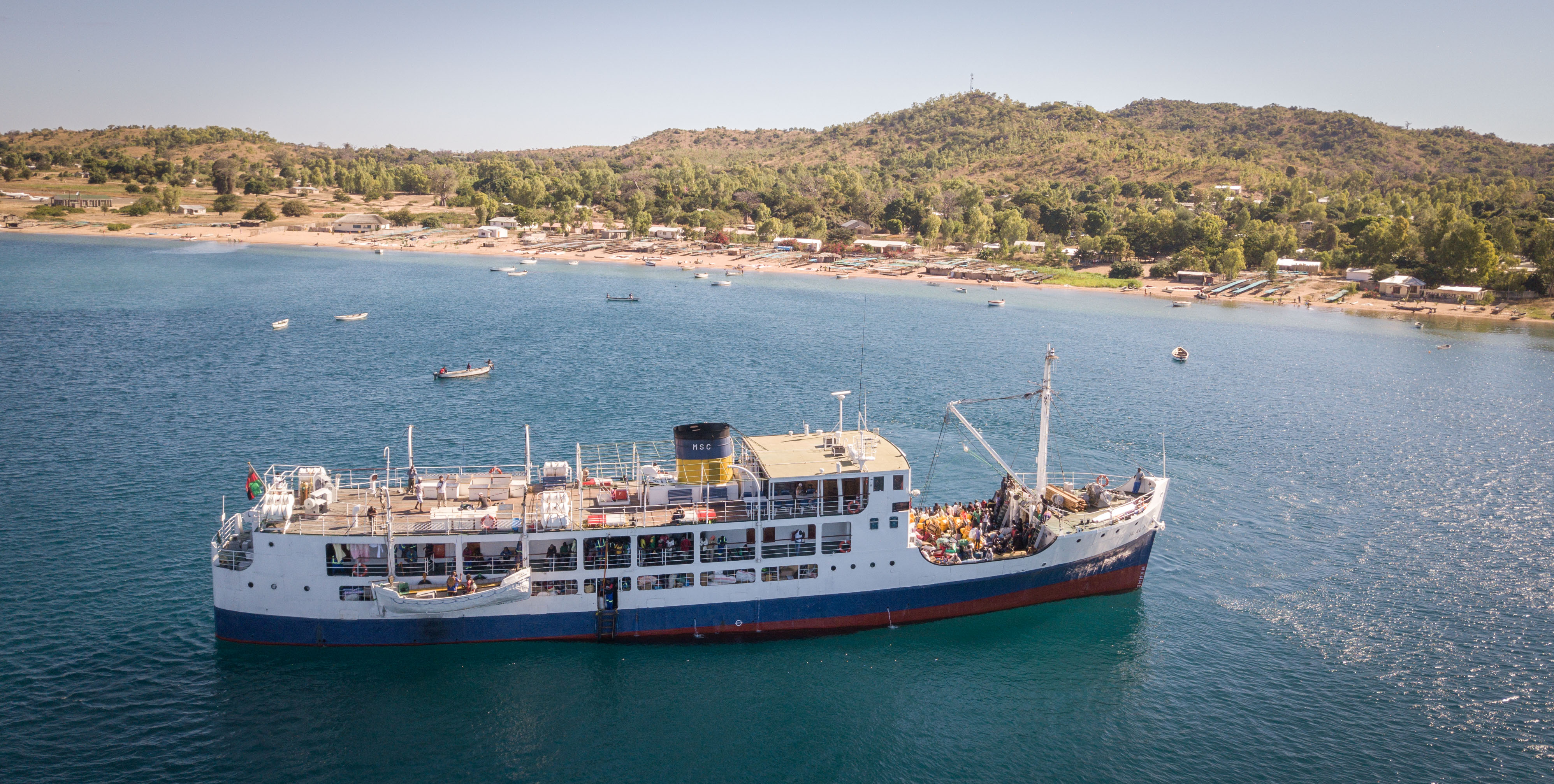
El buque Ilala en la isla de Likoma

En el pasado, las telecomunicaciones en Malaui habían sido nombradas como las más pobres en África, pero las condiciones se mejoraron, con más de 130.000 líneas telefónicas conectadas entre 2000 y 2007. La telefonía es mucho más accesible en las zonas urbanas, con menos de un cuarto de las líneas conectadas en zonas rurales.
El 98% de la electricidad de Malaui se produce en plantas hidroeléctricas. En 2007, Malaui tenía una producción anual de 1.690 millones de kWh, además de consumir cerca de 8000 barriles de petróleo diarios.

## Demografía

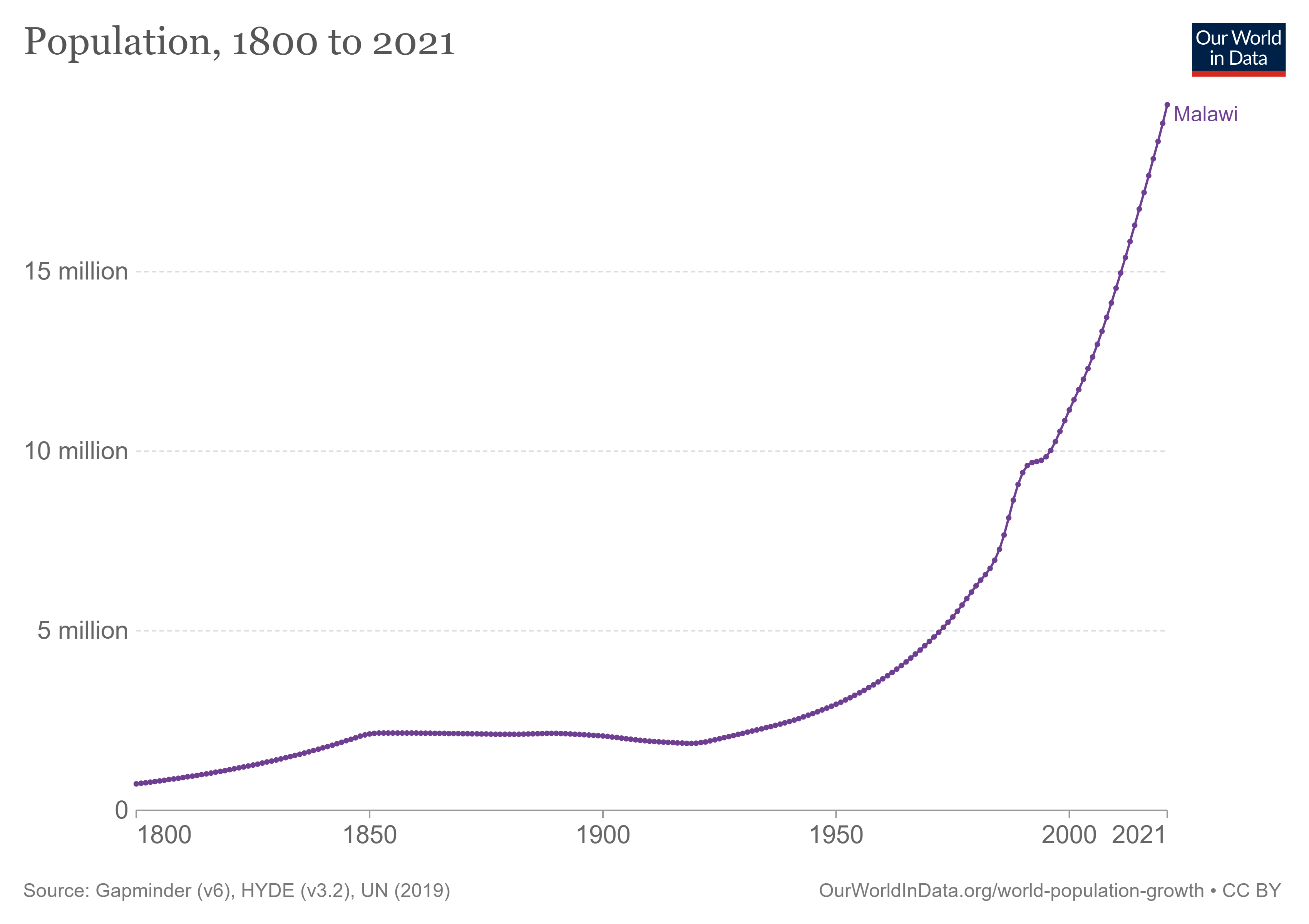
Evolución de la población de Malaui desde 1961 hasta 2003 (cantidades en miles).

De acuerdo con el censo de 2018, Malaui tiene una población de 17 millones de habitantes, con una tasa de crecimiento de 2,39%. Los niveles de mortalidad infantil son altos, y la esperanza de vida al nacer es de 43,45 años. Existe un gran número de casos de adultos infectados de sida, en 2003 eran alrededor de 900.000 casos (14,2% de la población). Cada año mueren alrededor de 84.000 personas a causa del sida, cada día son infectadas aproximadamente 250 personas y al menos 70% de la capacidad de los hospitales en Malaui son ocupados por pacientes infectados por esta enfermedad.  
El alto índice de infección provocó que disminuyera la fuerza de trabajo en un 5,8%, y se espera que el sida reduzca en un 10% el PIB del país para el 2010. El gobierno gasta más de 120.000 dólares al año en funerales de funcionarios públicos que mueren debido al sida. Debido a las condiciones del país, existe un alto riesgo de contagio de enfermedades como son la diarrea, Hepatitis A, fiebre tifoidea, malaria, peste y esquistosomiasis. Malaui realiza avances en la reducción de la tasa de mortalidad materna y en la promoción de la igualdad de sexos. Las diferencias que existen entre el género masculino y el femenino en este país siguen siendo muy importantes. La mujer está destinada a contraer matrimonio y a tener hijos sin antes haber acabado la educación primaria. Aun así, existen mujeres que luchan por cambiar esta situación. Theresa Kachindamoto, dirigente tradicional del distrito de Dedza, se dedica a disolver y anular matrimonios de niñas pequeñas con el fin de permitir su vuelta a la escuela. 
Natasha Annie Tonthola también lucha por la igualdad de género y, desde joven, promueve campañas en contra del acoso sexual a las niñas y proporciona apoyo y seguridad a las víctimas. 
La población de Malaui se compone de varios grupos étnicos: Chewa, Nyanja, Tumbuka, waYao, Lomwe, Sena, Tonga, Ngoni y Ngonde, así como núcleos poblacionales de asiáticos y europeos. Los idiomas más hablados en Malaui son el chichewa, hablado por más del 57% de la población, el chinyanja (12,8%), el chiyao (10,1%) y el chitumbuka (9,5%). Otras lenguas nativas son el lomwe malauí, hablado por casi 250.000 personas al sur del país; el kokola, hablado por 200.000 habitantes en el sureste; el lambya, hablado por casi 45.000 personas en la parte noroeste; el ndali, hablado por más de 70.000 personas; el nyakyusa-ngonde, hablado casi por 300.000 habitantes en la parte norte de Malaui; el sena malauí, hablado por 270.000 personas en el sur; y el tonga, hablado por 170.000 habitantes de la zona. El uso del inglés, el idioma oficial, es muy reducido, y sus hablantes se concentran principalmente en las ciudades principales. 
La emigración a países más desarrollados en búsqueda de unas mejores condiciones de vida es muy numerosa.

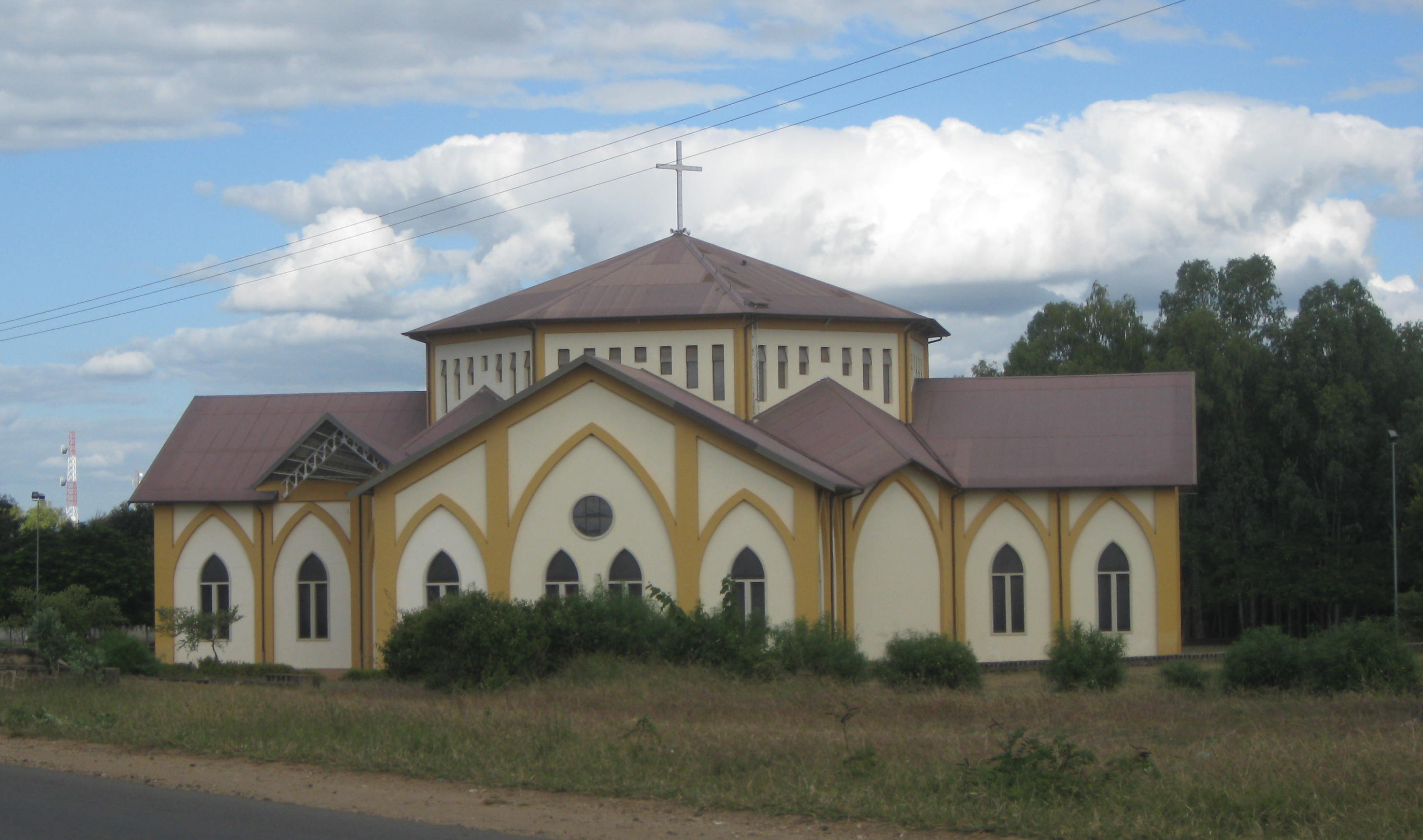
Iglesia Católica de San Luis Montfort en Balaka

### Religión
Alrededor del 82,6% de la población profesa el cristianismo y, con un 13%, Malaui tiene una proporción de musulmanes superior a la de otros países del sur de África. La proporción restante está formada por bahais, ateos (2,5%) y seguidores de religiones tradicionales, aunque algunas de sus ideas mitológicas se han incorporado a las religiones mundiales y algunos rituales se siguen practicando allí con distintos nombres. Los cristianos representan más del 90% de la población en todo el norte, hasta la mitad del país, mientras que el centro de asentamiento musulmán está en el este, al sur del lago Malaui. Las religiones tradicionales sólo se practican oficialmente en algunas pequeñas zonas del extremo sur, sobre todo en el distrito de Nsanje.
La comunidad cristiana más numerosa es la Iglesia católica, con cerca del 23%, seguida de la Iglesia presbiteriana de África Central (CCAP), con algo menos del 19%, según una encuesta de 2004. Las Iglesias Africanas Independientes (IAA) representan alrededor del 17% con un crecimiento significativo, al igual que los evangélicos y los pentecostales, que suman alrededor de un tercio de los cristianos; estos dos últimos ganan adeptos sobre todo en las ciudades. También hay cerca de un 2,5% de anglicanos y un buen 6% de adventistas del Séptimo Día y bautistas malauíes para ambos, así como las minorías de testigos de Jehová y cristianos justos.

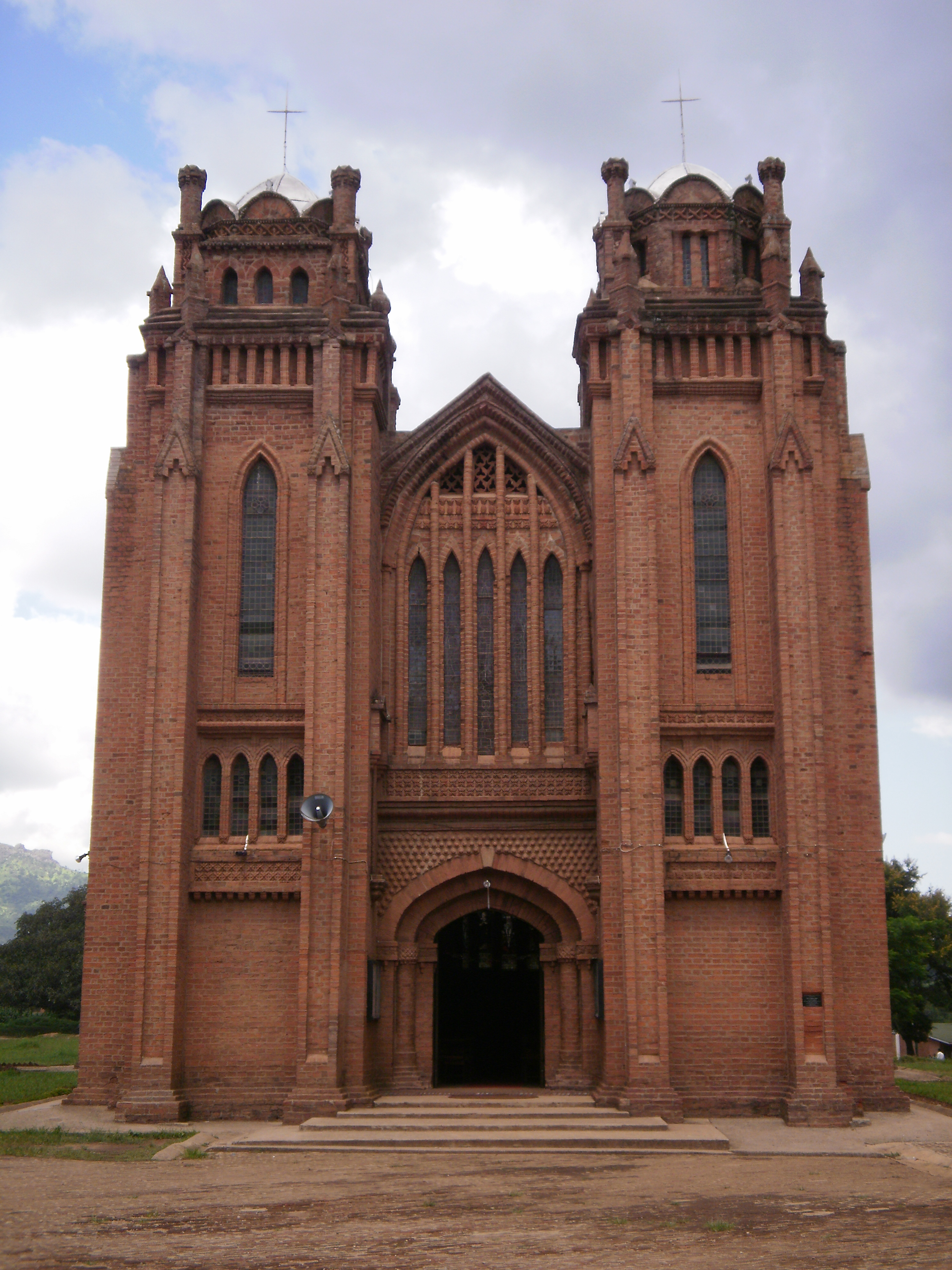
Iglesia presbiteriana de San Miguel y Todos los Ángeles en Blantyre.

El primer misionero en el lago Malaui fue David Livingstone en 1859. Sus informes sobre la trata de esclavos y la necesidad de la labor misionera despertaron el interés por esta región. El obispo Charles Frederick Mackenzie, representante de la Misión Universitaria en África Central (UMCA), fundó una estación misionera cerca de Zomba dos años más tarde, pero murió de malaria en 1862, al igual que la mayoría de sus compañeros misioneros. Su sucesor, William Tozer, se retiró a Zanzíbar en 1863. Los presbiterianos llegaron en 1875 y fundaron la estación de Livingstonia, donde los tumbuka fueron los primeros en ser misionados, mientras que una delegación de la Iglesia de Escocia se estableció en lo que más tarde se convertiría en Blantyre en 1876. Los primeros católicos llegaron en 1889 en forma de Padres Blancos a Mozambique, que había sido colonizado por Portugal. En las décadas siguientes, siguieron misioneros de la Iglesia Reformada Holandesa de Sudáfrica y varios grupos carismáticos originarios de Estados Unidos. Los misioneros de la Iglesia Anglicana, en particular, se beneficiaron de su proximidad al poder colonial, proporcionando legitimación religiosa al gobierno en casos de conflicto.
El longevo Presidente Banda era presbiteriano. Sólo desde su sucesor, el musulmán Bakili Muluzi, la libertad de religión garantizada en el artículo 20 de la Constitución se ha aplicado igualmente a los musulmanes en la práctica, y Banda lanzó una campaña después de 1961 a favor de la educación occidental para los musulmanes desfavorecidos. Desde 2004, el católico Bingu wa Mutharika es presidente y su vicepresidente, musulmán. Las tensiones políticas no se basan en la religión; la mayoría de las disputas religiosas se produjeron entre grupos cristianos escindidos. En la década de 1970, se produjeron enfrentamientos entre cristianos y seguidores de religiones tradicionales en el sur. Por un lado, un nuevo movimiento fundamentalista pentecostal polarizó el país, mientras que por otro se formó una Iglesia neotradicional de los Antepasados.

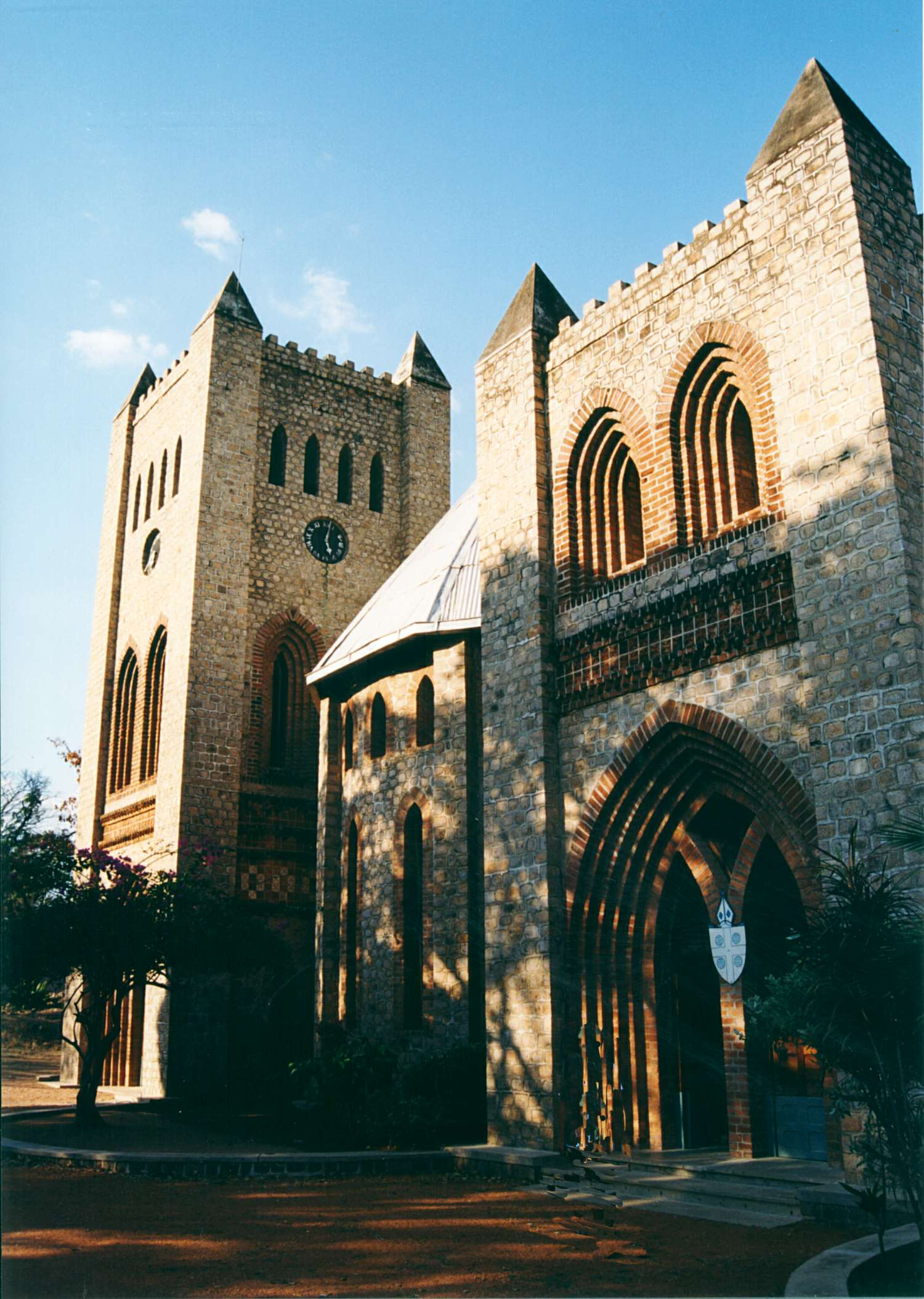
Iglesia Anglicana de San Pedro en la Isla de Likoma

En 1909, el carismático Elliot Kenan Kamwana empezó a hacer proselitismo para los Testigos de Jehová en Malaui. Predijo el fin del mundo en 1914, pero fue deportado por los británicos a finales de 1909 a causa de sus campañas anticoloniales y no regresó de Mauricio hasta 1937, donde siguió ganando adeptos en secreto hasta su muerte en 1956. Durante mucho tiempo se les consideró Testigos de Jehová, pero de facto y finalmente también formalmente formaron su propia comunidad religiosa, la Misión Mlondo o «Vigilante». Bajo el mandato del Presidente Banda, a partir de 1967 los aproximadamente 18.000 seguidores de Kamwana fueron reprimidos, perseguidos violentamente y expulsados por millares a campos de refugiados en Zambia y Mozambique por negarse a cumplir el servicio militar y a participar en ceremonias. En 1976, más de 5000 fueron encarcelados (la cifra incluye probablemente también a los Testigos de Jehová). Con la democratización, en 1993, se levantó la prohibición que pesaba sobre esta comunidad religiosa. Radio María Malaui, que también emite programas de educación general, es la emisora más escuchada del país y emite en directo las 24 horas del día.
Los musulmanes de Malaui, como los del resto de África, son casi exclusivamente suníes, lo que incluye también a seguidores de diversas cofradías sufíes (tariqa). La mayoría de los musulmanes se encuentran entre los yao, al sur del lago Malaui. El Islam llegó aquí por primera vez en la década de 1890 a través de comerciantes árabes vía Mozambique y contribuyó a que los yao ofrecieran la mayor resistencia al dominio colonial. El principal responsable de la difusión del islam en Malaui fue el jeque Abdallah b. Haji Mkwanda (c. 1860-1930), hijo de un conocido comerciante de marfil y presumiblemente también de esclavos, fue el principal responsable de la difusión del islam en Malaui. Estudió el Corán en Kilwa, regresó al lago en 1884, predicó y distribuyó amuletos. Su alumno más influyente fue el jeque Thabit b. Muhammad Ngaunje (hacia 1880-1959), que difundió el islam, especialmente entre los yao. Ambos enseñaban el Corán en árabe y suajili, pero no en las lenguas locales. El sultán Barghash ibn Sa'îd de Zanzíbar representaba el centro de la fe islámica para todos los musulmanes del lago Malaui.

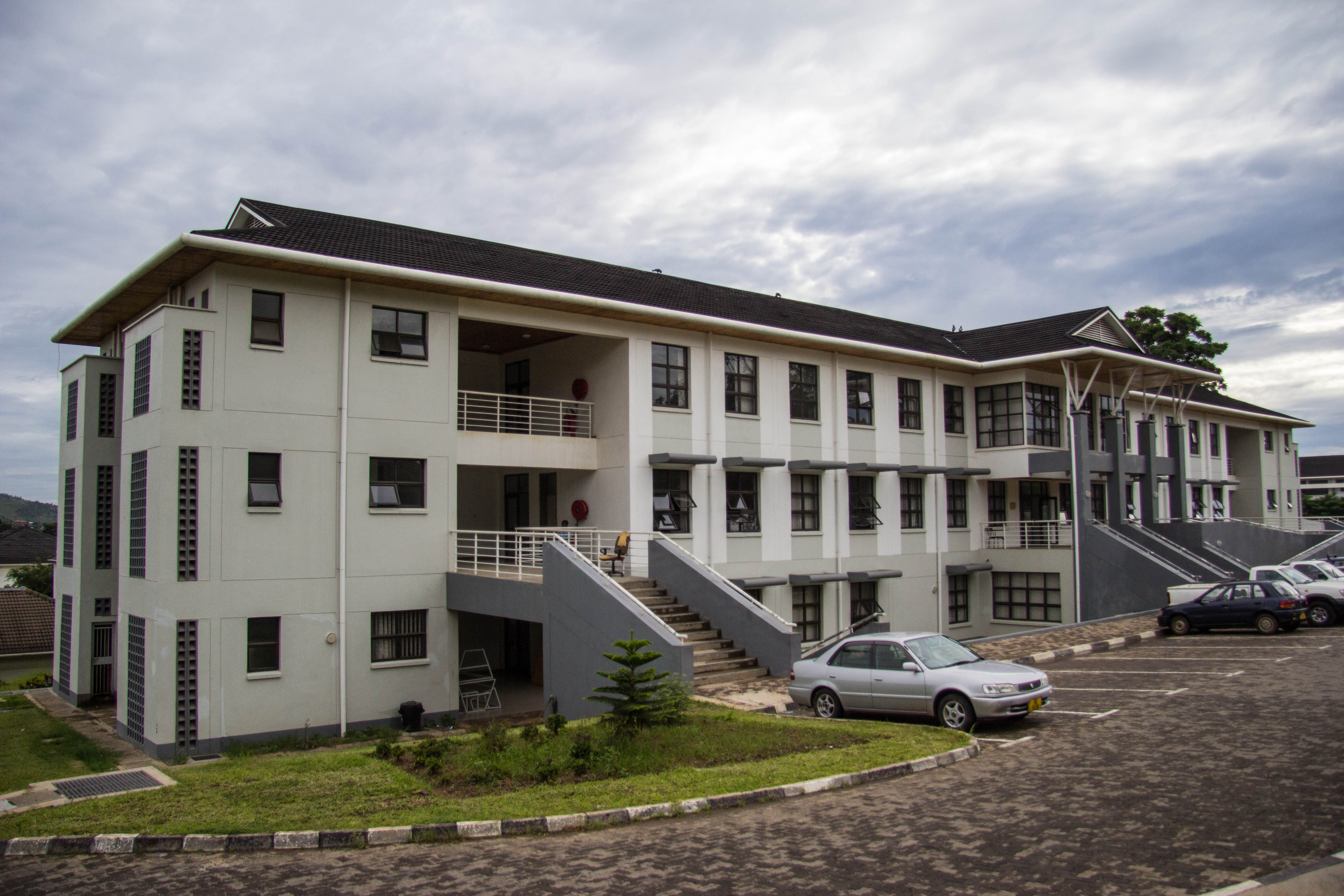
Universidad de Malaui

### Educación
En Malaui, la educación primaria no es obligatoria, pero la constitución establece que los ciudadanos están obligados a cursar al menos cinco años de escuela. En 1994, el gobierno estableció de manera gratuita la educación primaria, lo que aumentó el índice de asistencia. El índice de deserción es mayor en mujeres que en hombres, debido a problemas de seguridad en los largos viajes hasta la escuela, ya que las niñas tienen más riesgo de sufrir la violencia machista existente en el país. Sin embargo, los niveles de asistencia se han mejorado, con un incremento en las escuelas primarias de 58% en 1992 a 75% en 2007, mientras el número de estudiantes que completan los cinco años de estudio requeridos se elevó de un 64% en 1992 a un 86% en 2006. La alfabetización en los jóvenes también aumentó, de 68% en 2000 a 82% en 2007. Este incremento se debe a las mejoras realizadas en los materiales escolares, una mejor infraestructura y los programas de alimentación que se han aplicado en todo el sistema escolar.
Las escuelas primarias se dividen principalmente en dos categorías: escuelas asistidas (públicas) y no asistidas (privadas). Las aldeas y caseríos de todo el país cuentan con este tipo de escuelas. En 1970, había aproximadamente 2.000 escuelas primarias para el 35% de los jóvenes en edad de cursar primaria. Alrededor del 12% de todos los alumnos de primaria asistían a escuelas privadas, predominantemente eclesiásticas.

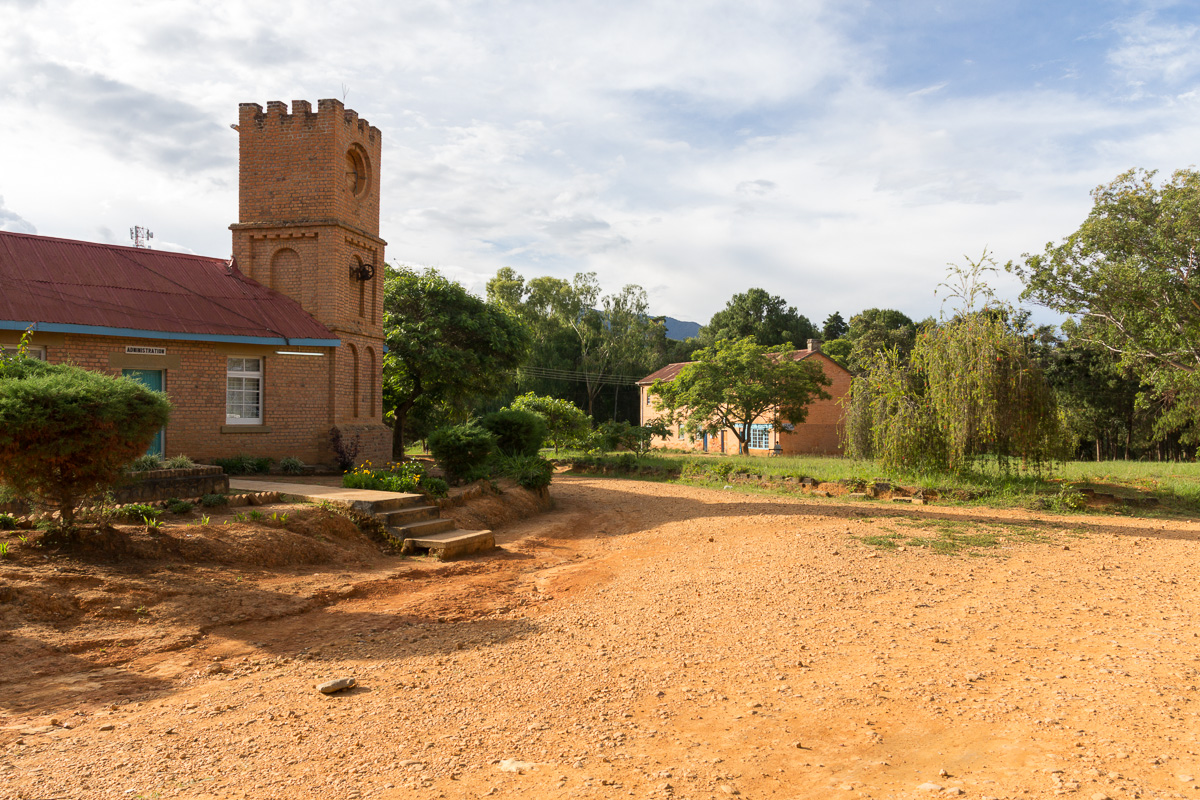
Colegio Técnico de Livingstonia

La educación secundaria se desarrolló tarde en Malaui, debido al escaso esfuerzo o al abandono de la enseñanza secundaria durante la época colonial. Malaui cuenta con cinco tipos de centros de secundaria. Se trata de internados subvencionados, centros diurnos subvencionados, internados públicos, centros diurnos públicos y centros privados. La mayoría de los profesores de secundaria están cualificados y son licenciados o diplomados.
En el plan de estudios, la agricultura es una asignatura obligatoria para todos los alumnos. Se fomenta el trabajo de la madera, el metal y el dibujo técnico para los chicos, y la economía doméstica para las chicas. Una de las mayores críticas a las escuelas secundarias de Malaui es que están demasiado orientadas a la universidad y necesitan que se enseñen más conocimientos técnicos. La mayoría de los estudiantes se incorporan inmediatamente al mundo laboral y necesitan otra orientación. Por ello, los centros de secundaria no producen tantos titulados como demanda el mercado laboral. De hecho, sólo una cuarta parte de los jóvenes malauíes acaba cursando la secundaria.
El gobierno estableció la educación primaria gratuita para todos los niños en 1994, lo que aumentó las tasas de asistencia, según UNICEF. En 1994, la tasa bruta de matriculación en primaria era del 133,9%, y la tasa neta del 102,6%. En 1995, el 62% de los alumnos que entraban en primaria llegaban al segundo curso, y el 34% al quinto. La tasa de abandono es mayor entre las niñas que entre los niños.
Las escuelas privadas han aumentado en Malaui y ofrecen una alternativa a las escuelas públicas. Entre los centros privados se encuentran escuelas como Tukombo Private Girls Secondary School, Bedir IS, Phungu, Lilongwe Girls, Hossana Private School y Sunnyside School. Algunas escuelas privadas consolidadas están gestionadas por el Consejo de Escuelas Designadas.
Tukombo private girls secondary school, fundada en 1998 y dirigida por el NY nkhatabay development trust.
La Fundación Bedir, fundada en 2000, posee dos escuelas: Bedir Star International school, en Lilongüe, y Bedir International school, en Blantyre. Ambas utilizan el plan de estudios de Cambridge International Examinations, así como el MANEB.  

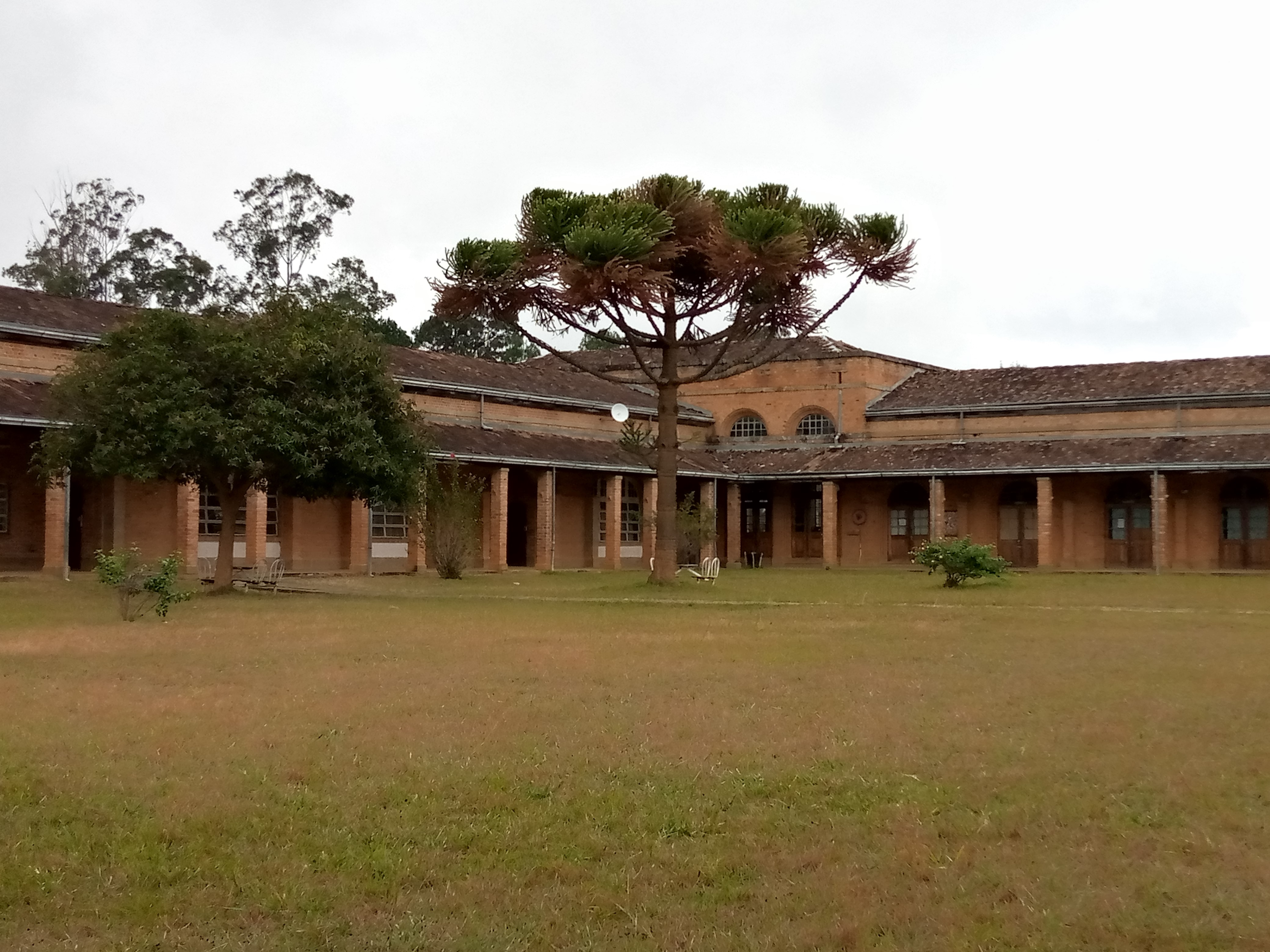
Facultad de Derecho de la Universidad de Livingstonia

El sector universitario de Malaui se compone de cuatro universidades públicas y varias privadas. Ninguna universidad de Malaui figura en las clasificaciones mundiales de universidades Times Higher o Q. Malaui tiene uno de los índices de participación en la educación universitaria más bajos del mundo, con menos de un 1% de personas en edad universitaria. Existen algunos esfuerzos para mejorar el acceso a la educación superior, especialmente para las mujeres, que suelen estar infrarrepresentadas en las instituciones malauianas.
El Ministerio de Educación elabora los planes de estudio utilizados en las escuelas de Malaui y supervisa la formación del profesorado. Los profesores siguen cursos pedagógicos y académicos. La enseñanza práctica supervisada es obligatoria antes de enseñar de forma independiente. La mayoría de los profesores empiezan como maestros de primaria en una escuela de demostración adyacente a las instalaciones de formación del profesorado. Más tarde, se prueba la enseñanza en bloque, durante la cual el profesor en prácticas intenta impartir una clase por su cuenta durante seis semanas. Tres tipos de profesores forman a los potenciales docentes. La mayoría de los departamentos están dirigidos por formadores de profesores titulados, ayudados por ayudantes diplomados y no diplomados.

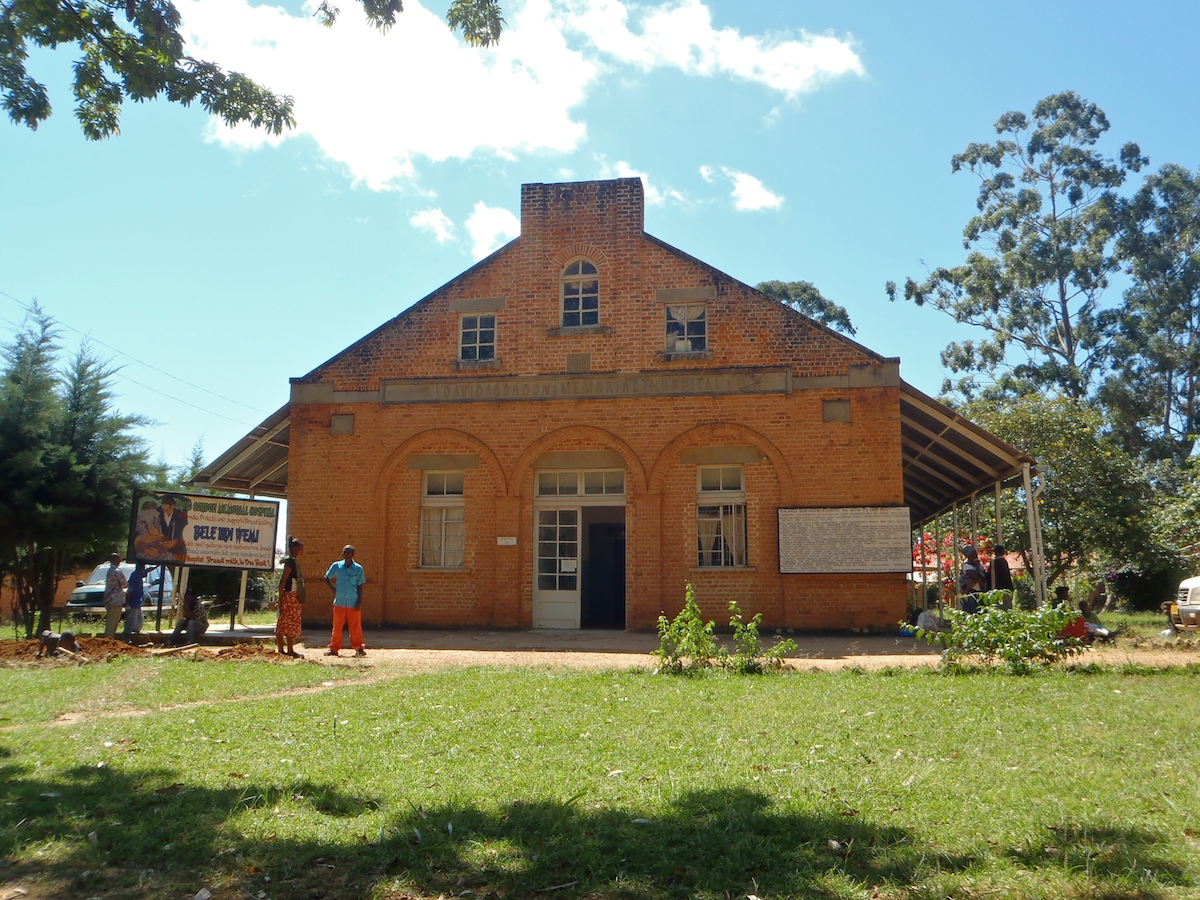
El Hospital David Gordon en Livingstonia

### Salud
Malaui cuenta con hospitales centrales y centros regionales y privados. El sector público ofrece servicios sanitarios y medicamentos gratuitos, mientras que las organizaciones no gubernamentales ofrecen servicios y medicamentos de pago. Los médicos privados ofrecen servicios y medicamentos de pago. Desde 2000 existen planes de seguro médico. El país cuenta con una industria de fabricación de productos farmacéuticos formada por cuatro empresas farmacéuticas de propiedad privada. El objetivo sanitario del país es «promover la salud, prevenir, reducir y curar las enfermedades, y reducir la incidencia de muertes prematuras en la población».
Las tasas de mortalidad infantil son altas, y la esperanza de vida al nacer es de 50,03 años. El aborto es ilegal en Malaui, salvo para salvar la vida de la madre. El Código Penal castiga con 7 años de cárcel a las mujeres que soliciten un aborto ilegal o clínico, y con 14 años a las que lo practiquen. La tasa de prevalencia del VIH/sida en adultos es alta: se calcula que 980.000 adultos (o el 9,1% de la población) vivían con la enfermedad en 2015. Hay aproximadamente 27 000 muertes al año por VIH/sida, y más de medio millón de niños huérfanos a causa de la enfermedad (2015). Aproximadamente 250 nuevas personas se infectan cada día, y al menos el 70% de las camas de hospital de Malaui están ocupadas por pacientes con VIH/sida. Se calcula que el 5,8 % de la mano de obra agrícola muere a causa de la enfermedad. 

El gobierno gasta más de 120 000 dólares al año en los funerales de los funcionarios que mueren a causa de la enfermedad. En 2006, la superestrella internacional Madonna puso en marcha Raising Malawi, una fundación que ayuda a los huérfanos del sida en Malaui, y también financió un documental sobre las penurias que sufren los huérfanos malauíes, titulado I Am Because We Are. Raising Malawi también colabora con el Proyecto Aldeas del Milenio para mejorar la educación, la atención sanitaria, las infraestructuras y la agricultura en Malaui.
Existe un alto grado de riesgo de contraer las principales enfermedades infecciosas, como diarrea bacteriana y protozoaria, hepatitis A, fiebre tifoidea, malaria, peste, esquistosomiasis y rabia. Malaui ha progresado en la reducción de la mortalidad infantil y de la incidencia del VIH/sida, la malaria y otras enfermedades; sin embargo, el país ha tenido un «pésimo desempeño» en la reducción de la mortalidad materna y la promoción de la igualdad de género. La mutilación genital femenina (MGF), aunque no está generalizada, se practica en algunas comunidades locales.
El 23 de noviembre de 2016, un tribunal de Malaui condenó a un hombre seropositivo a dos años de prisión con trabajos forzados por mantener relaciones sexuales con 100 mujeres sin revelar su estado serológico. Activistas por los derechos de las mujeres pidieron al gobierno que revisara la sentencia calificándola de demasiado «indulgente». Algunos de los principales centros sanitarios del país son el Hospital Adventista de Blantyre, el Hospital Privado de Mwaiwathu, el Hospital Central Reina Isabel y el Hospital Central de Kamuzu.
En 2020, la tasa de mortalidad infantil era de 43 por cada 1000 nacimientos, la mortalidad materna era de 510 por cada 100.000 nacimientos (en 2013), sólo el 54% de los partos pueden ser atendidos médicamente. La elevada tasa de sida plantea graves problemas al sistema sanitario.
Malaui (junto con Burkina Faso) es uno de los países centrados en las actividades de OneDollarGlasses: Los escolares con visión defectuosa reciben lentes o gafas gratuitamente; los adultos, por el equivalente a 5 euros.

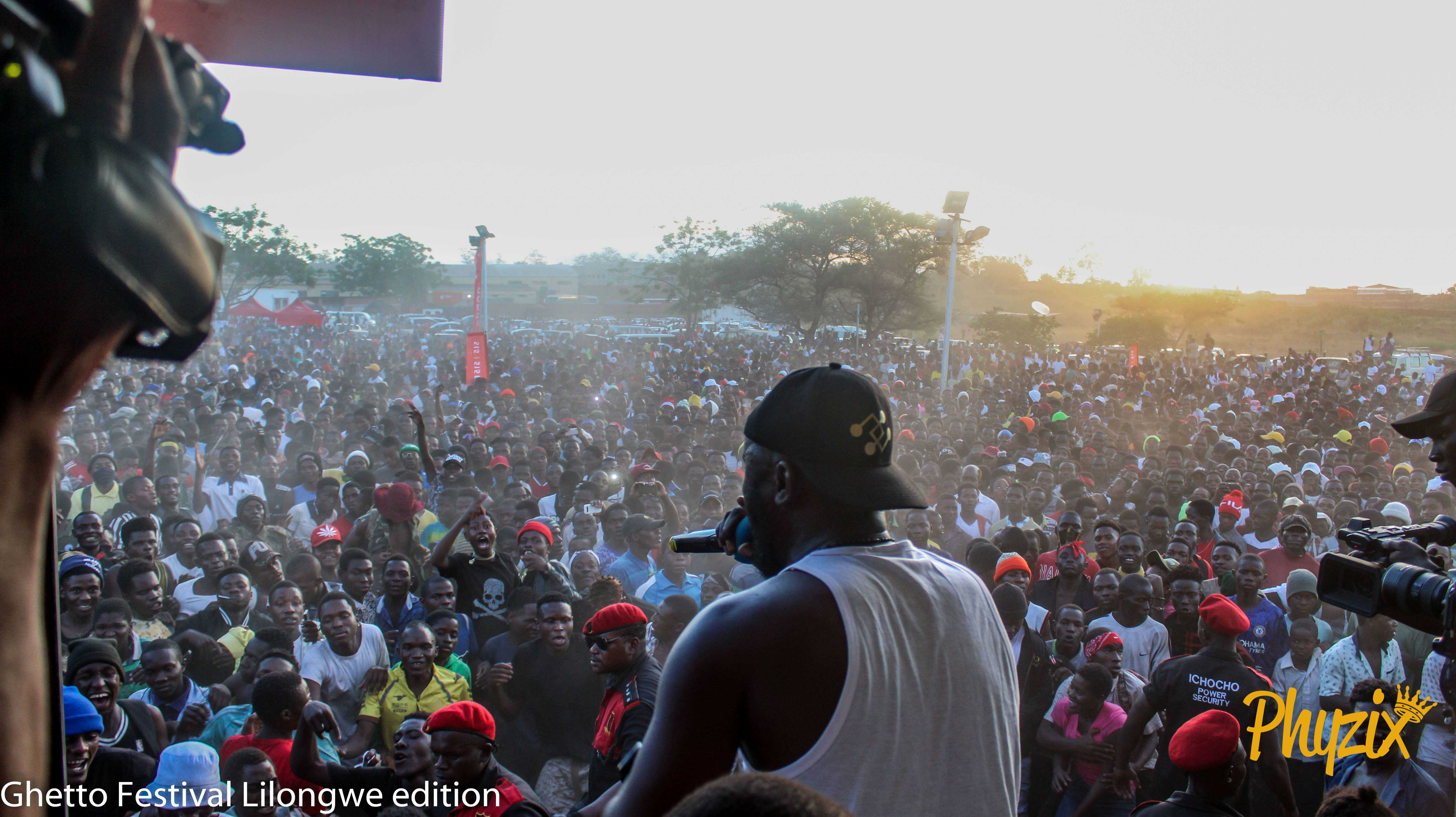
Concierto para más de 40000 personas en Malaui

## Cultura
El nombre «Malaui» proviene del término maravi, una tribu bantú que emigró del sur del Congo alrededor del año 1400 d. C. Al llegar al norte del lago Malaui, la tribu se dividió, mientras un grupo se dirigió al suroeste del lago y se convirtió en la llamada tribu chewa, el otro grupo, los ancestros de la actual tribu nyanja, caminaron por el borde este del lago hasta llegar al sureste del actual Malaui. 
Los conflictos tribales y las constantes migraciones impidieron que se formara una única sociedad malauí hasta comienzos del siglo XX. Durante el siglo pasado, las distinciones étnicas y tribales han disminuido hasta el punto de que no hay fricciones tribales importantes, aunque todavía se producen algunas divisiones regionales. El concepto de una nacionalidad malauí comienza a tomar forma alrededor de una población predominantemente rural, que en general conforma una sociedad conservadora y pacífica.

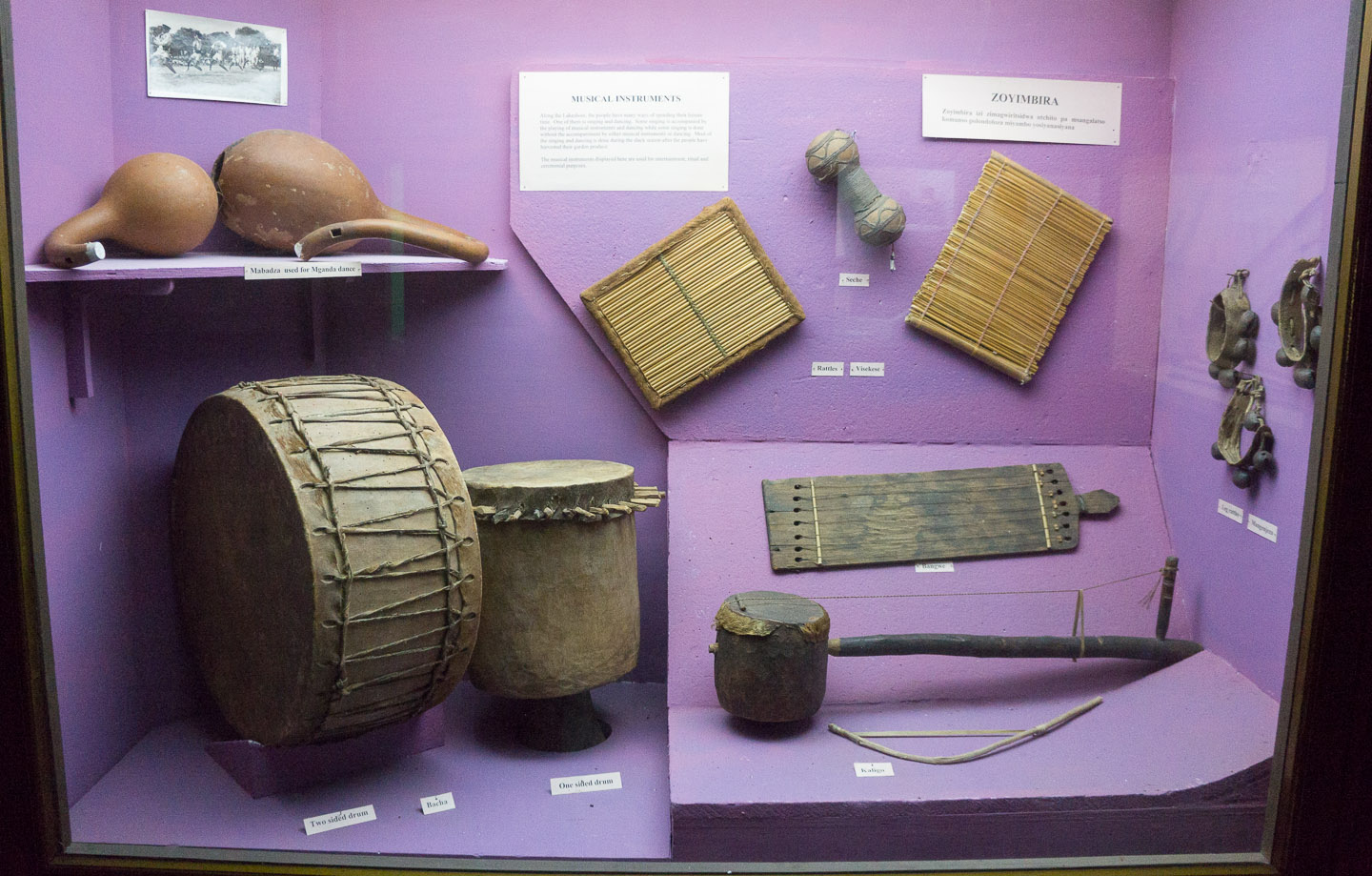
Exhibición de diversos instrumentos musicales de Malaui

La bandera de Malaui se compone de tres franjas horizontales iguales de color negro, rojo y verde con un sol rojo, superpuesto en el centro de la bandera. El color negro representa al pueblo africano, el rojo representa la sangre de los mártires de la libertad de África, el verde representa la naturaleza de Malaui y el sol representa el amanecer de la libertad y esperanza para África. La bandera nacional actual fue adoptada en 2010.

### Arte

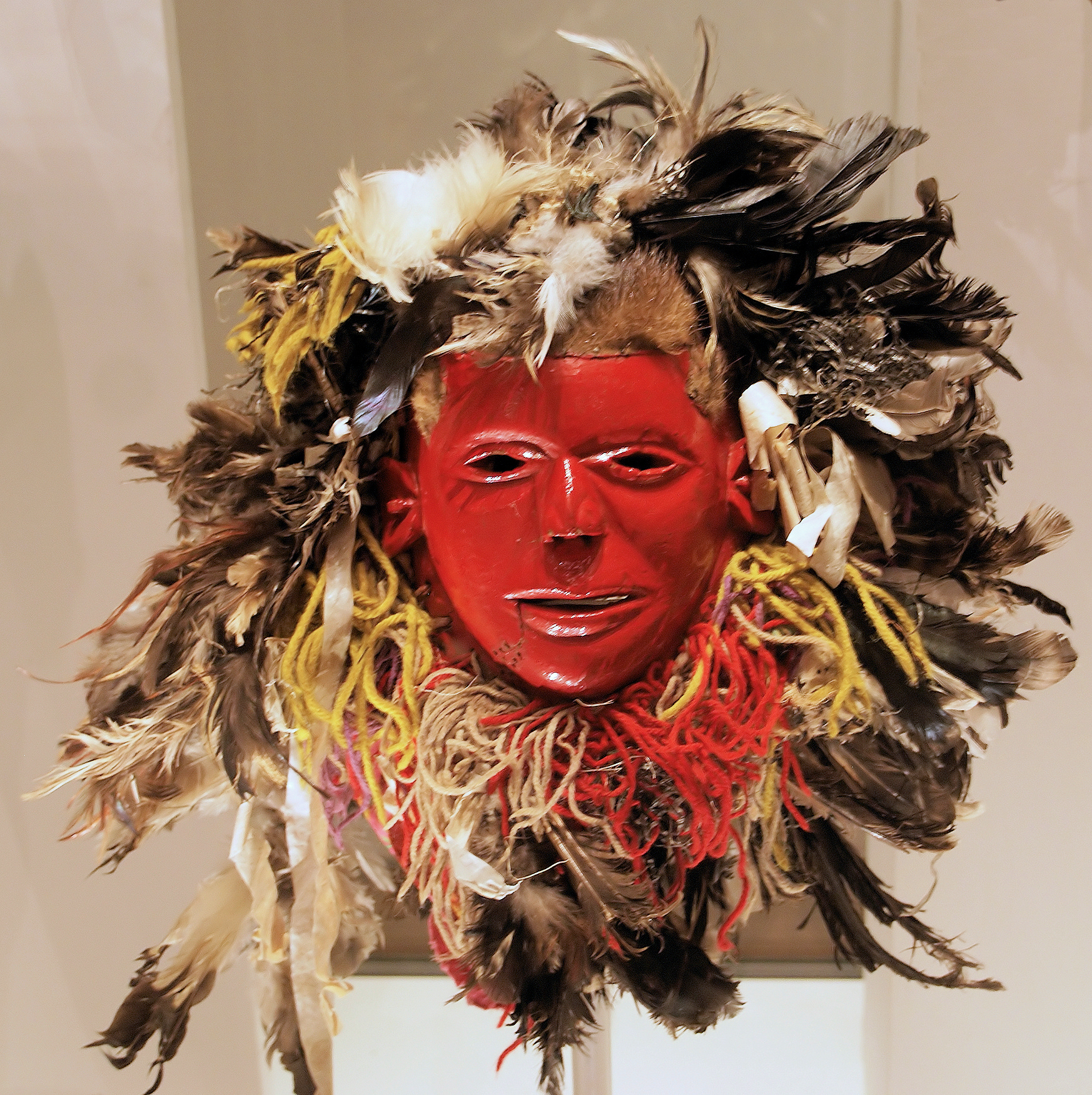
Máscara de madera de la tribu chewa.

El arte de Malaui se identifica por sus raíces tribales que no fueron modificadas por la influencia británica, contrario a lo que pasó con el arte de otros países dominados por el Imperio británico. Una parte importante de la cultura de Malaui son sus danzas, como lo muestra la Compañía Nacional de Danza (anteriormente Compañía Cultural Kuacha), fundada por el gobierno en noviembre de 1987. La música y las danzas tradicionales se pueden observar en ritos de iniciación, rituales, matrimonios y otras celebraciones por todo el país.
Las tribus nativas de Malaui tienen una gran tradición de cestería y máscaras talladas a mano, algunas de las cuales aún son usadas en ceremonias practicadas por algunos pobladores. La talla de madera y la pintura al óleo son más populares en los centros urbanos, ya que la mayoría de las piezas producidas en estas técnicas son vendidas a los turistas. Dentro del campo de la literatura, existen varias personalidades malauíes reconocidas internacionalmente, como el poeta Jack Mapanje, el escritor de ciencia ficción Paul Zeleza y los autores Legson Kayira, Felix Mnthali, Frank Chipasula y David Rubadiri.

## Deporte
El fútbol, introducido por los británicos durante la época colonial, es el deporte más popular en Malaui. Aunque nunca ha logrado participar en ninguna Copa Mundial de Fútbol.Desde 1972, Malaui ha participado en ocho ediciones de los Juegos Olímpicos, sin haber ganado ninguna medalla hasta el 2010.
El netball es desde hace tiempo un deporte popular entre las escolares. Malaui es miembro de pleno derecho de la Federación Internacional de Asociaciones de Netball, y actualmente ocupa el sexto puesto en el ranking internacional. El equipo nacional de netball de Malaui lo ha situado en el mapa africano, clasificándose y quedando primero en torneos regionales como el de COSANA. Malaui ha competido en dos Campeonatos Mundiales de Netball y en unos Juegos de la Commonwealth. En los Mundiales de Netball de 2007, Malaui terminó quinto, superando a equipos tan potentes como Gales, Islas Cook y Sudáfrica.
El mayor logro deportivo de Malaui hasta la fecha procede del Netball. El equipo obtuvo una medalla de bronce en las Fast5 Netball World Series 2016, el torneo de netball Fast5 más importante del mundo. A nivel continental, Malaui se hizo con el título del Campeonato de África de Netball 2012

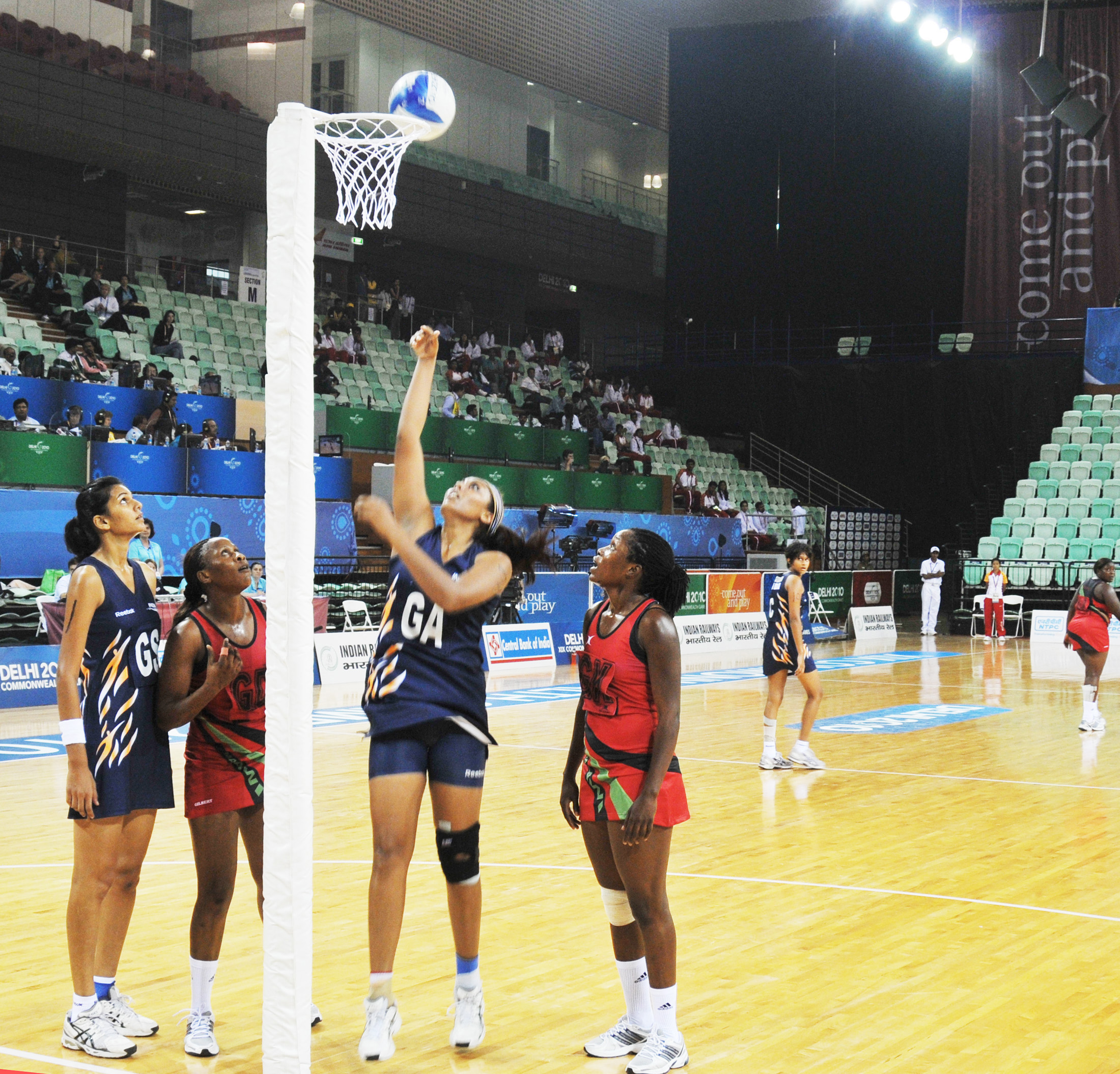
Un partido de Netball entre las selecciones femeninas de Malaui y la India

En el Malaui poscolonial, el baloncesto también se ha afianzado, sobre todo gracias a los esfuerzos de los voluntarios estadounidenses de los Cuerpos de Paz a mediados de la década de 1960. El African Bible College también ha contribuido al crecimiento del baloncesto, trayendo a profesionales de EE. UU. para que impartan cursos de entrenamiento y enviando a algunos de los mejores jugadores a ese país.
El baloncesto es posible sobre todo gracias a personas que conceden becas universitarias. Sin embargo, las becas deportivas en general son muy escasas en Malaui.
Una de las beneficiarias de una beca escolar de baloncesto fue Sharo Charlottie Kaiche, que a partir de 2021 es la responsable de desarrollo juvenil de los Likuni Gators, un club de baloncesto de base espiritual y desarrollo del carácter con actividades en cuatro escuelas.
Trabaja con las tres regiones zonales de Malaui para lograr el éxito en el futuro, especialmente en baloncesto sub-16, sub-18 y 3x3.
A partir de 2021, Sharo también ha sido vicecapitana de las Lilongwe Arkangles, uno de los principales equipos de baloncesto femenino de Malaui. Además, es entrenadora de la Next Gen Academy y del Catalyst Basketball Movement.